# Hatra
Vous lisez un « article de qualité » labellisé en 2016.
Hatra (araméen : ḥṭrʾ d-šmš « Enclos du Soleil » ; arabe : al-Ḥaḍr, الحضر, « l'enclos », « l'agglomération ») est une ancienne cité arabe, de Haute Mésopotamie, dans le Nord de l'Irak actuel. Elle s'est développée au cours des trois premiers siècles de l'ère chrétienne, en particulier au IIe siècle, alors qu'elle était capitale d'un royaume puissant, allié de l'Empire parthe, et qu'elle résista à plusieurs sièges des armées de l'Empire romain. Hatra fut un important centre religieux, dont la divinité principale était le Dieu-Soleil (Shamash). Son rayonnement s'étendait aux tribus arabes voisines, et elle était sans doute aussi un important centre caravanier. Sa culture était un mélange de traditions mésopotamiennes, syriennes, gréco-romaines et iraniennes, visible notamment dans les domaines religieux, architecturaux et artistiques. Elle fut détruite après la chute des Parthes, par les Perses sassanides d'Ardachîr Ier et Shapur Ier en 241 puis abandonnée par la suite.
La ville est aujourd'hui appelée al-Hadr et se trouve dans la province de Ninive, à environ 290 km au nord-ouest de Bagdad et 110 km au sud-ouest de Mossoul. Les ruines, dominées par plusieurs grands temples et les restes de son imposante muraille, furent fouillées au début du XXe siècle par des archéologues allemands puis, à partir des années 1950, par des équipes irakiennes, avant d'être inscrites au patrimoine mondial de l'UNESCO en 1985 ; elles firent l'objet d'un important plan de reconstruction de la part des autorités irakiennes. Le 7 mars 2015, le site a été pillé et a fait l'objet de destructions perpétrées par l'État islamique.

## Histoire
L'histoire de Hatra est mal connue. Elle est essentiellement reconstituée grâce à des récits de quelques historiens romains (Dion Cassius, Hérodien et Ammien Marcellin), qui l'évoquent dans le contexte des conflits entre les Empires romain et parthe. Hatra aurait été l'ennemie des Romains, donc vraisemblablement l'alliée des Parthes. Les sources épigraphiques retrouvées à Hatra fournissent quelques indices sur les évolutions institutionnelles et la montée en puissance des monarques de Hatra, mais ne rapportent aucun événement politique ou militaire. L'intense activité de construction de monuments décidée par ces souverains est un autre indice de leur importance politique croissante.

### L'essor de la ville et son contexte géographique et politique

Hatra et les principales villes de Haute Mésopotamie et de Syrie à l'époque parthe.

La ville de Hatra semble émerger dans le courant du Ier siècle de notre ère. Aucune trouvaille sur le site ni aucune source écrite n'indiquent qu'elle ait existé auparavant, bien qu'une ville située dans la même région soit mentionnée dans un texte du XVIIIe siècle av. J.-C. ; elle porte un nom similaire, Haṣaru, construit sur la même racine sémitique signifiant « enclos ».
À l'époque de la création de Hatra, la Haute Mésopotamie était dominée par les Parthes depuis les années 120-110 av. J.-C. Elle était peuplée par des populations parlant des dialectes araméens, les descendants des Assyriens et des Araméens de la première moitié du Ier millénaire av. J.-C., que les textes de l'époque désignent à plusieurs reprises par les termes « Assyriens » ou « Syriens »,, et par des tribus arabes qui s'étaient implantées dans la région depuis le milieu du Ier millénaire av. J.-C., en particulier autour de Hatra et dans la région du moyen Euphrate. Les auteurs grecs et romains nommaient d'ailleurs cet espace « Arabie ».
Le site de Hatra est situé dans un espace qui semble avoir été peu occupé par le passé. La région est considérée comme désertique, car on n'y trouve qu'un seul cours d'eau, non pérenne, le wadi Tharthar. Cette région, la basse Djézireh, est une zone de plateaux située à la limite de la zone où l'agriculture sèche est possible ; plusieurs villages et fermes contemporains ont été repérés dans son voisinage, surtout au nord où les pluies se font plus abondantes, ce qui indique qu'il y avait là une activité culturale. Il s'agissait sans doute de sites saisonniers occupés par des populations semi-nomades, même si certains villages furent sans doute occupés en permanence par des communautés d'agriculteurs sédentaires. Au sud de Hatra, en revanche, la steppe dominait et il y avait peu d'habitats fixes. Cette région devait alors voir cohabiter des populations pratiquant un semi-nomadisme pastoral et celles pratiquant l'agriculture permanente. La ville principale au voisinage de Hatra était Assur, située à une cinquantaine de kilomètres à l'ouest, sur le Tigre. C'était un centre important depuis plusieurs millénaires, ancienne capitale de l'Assyrie, qui avait connu un regain de prospérité au début du Ier millénaire. Cette ville semble avoir servi, tout comme Hatra, de point d'ancrage de l'autorité des Parthes dans la partie occidentale de la Haute Mésopotamie.
Les causes du développement de Hatra sont discutées. On met souvent en avant le rôle du commerce caravanier, la ville étant située sur la route reliant Ctésiphon, la capitale des Parthes, à la Syrie, notamment le nœud routier de Nisibe ; Hatra figure sur la Table de Peutinger comme une étape sur cet axe. Mais il n'y a pas vraiment d'indices plaidant en faveur d'un rôle majeur du commerce dans la vie de la cité. Une explication plus couramment retenue est son rôle en tant que sanctuaire religieux servant pour les populations sédentaires et nomades de la région, adorant le dieu du Soleil et les autres grandes divinités de la ville. Mais la réalité est sans doute plus complexe, plusieurs facteurs ayant dû jouer, dont celui du développement de l'arrière-pays agricole qui n'était pas forcément aussi pauvre que ce qu'on pense généralement,. Le facteur politique aurait également eu son rôle. Hatra semble s'être affirmée en tant qu'entité politique vassale des Parthes, lesquels dominaient alors la Mésopotamie et le plateau Iranien. L'apparition de Hatra dans l'histoire correspond à l'expansion maximale du royaume d'Adiabène (Arbèles, Ninive, Ecbatane et Gaugamèles), situé juste au nord de Hatra. Selon Javier Teixidor, au Ier siècle, ce royaume a peut-être aussi contrôlé Hatra. Pour Teixidor qui résume la position dominante, « Hatra, ville formée par des peuplades arabes, aurait été organisée par les Parthes et serait devenue un royaume dans la première moitié du IIe siècle. » Le royaume de Hatra est en effet souvent vu comme une sorte d'État-tampon entre l'Empire romain et les Parthes, jouissant d'une quasi-indépendance : les Parthes semblent en effet s'être peu préoccupés des affaires de leurs vassaux-alliés tant qu'ils ne contrecarraient pas leurs projets et leur apportaient leur soutien lorsqu'il était requis.
Mais les relations entre Hatra et les Parthes étant très mal documentées, leur reconstruction par les historiens repose sur des hypothèses, plausibles mais non démontrables, aucun texte n'évoquant d'ailleurs Hatréens et Parthes combattant côte à côte. Cela a sans doute pour conséquence de minimiser le rôle propre des souverains de Hatra, dont la politique extérieure est généralement présentée au travers du prisme de la dualité entre Parthes et Romains.

### Débuts de l'expansion

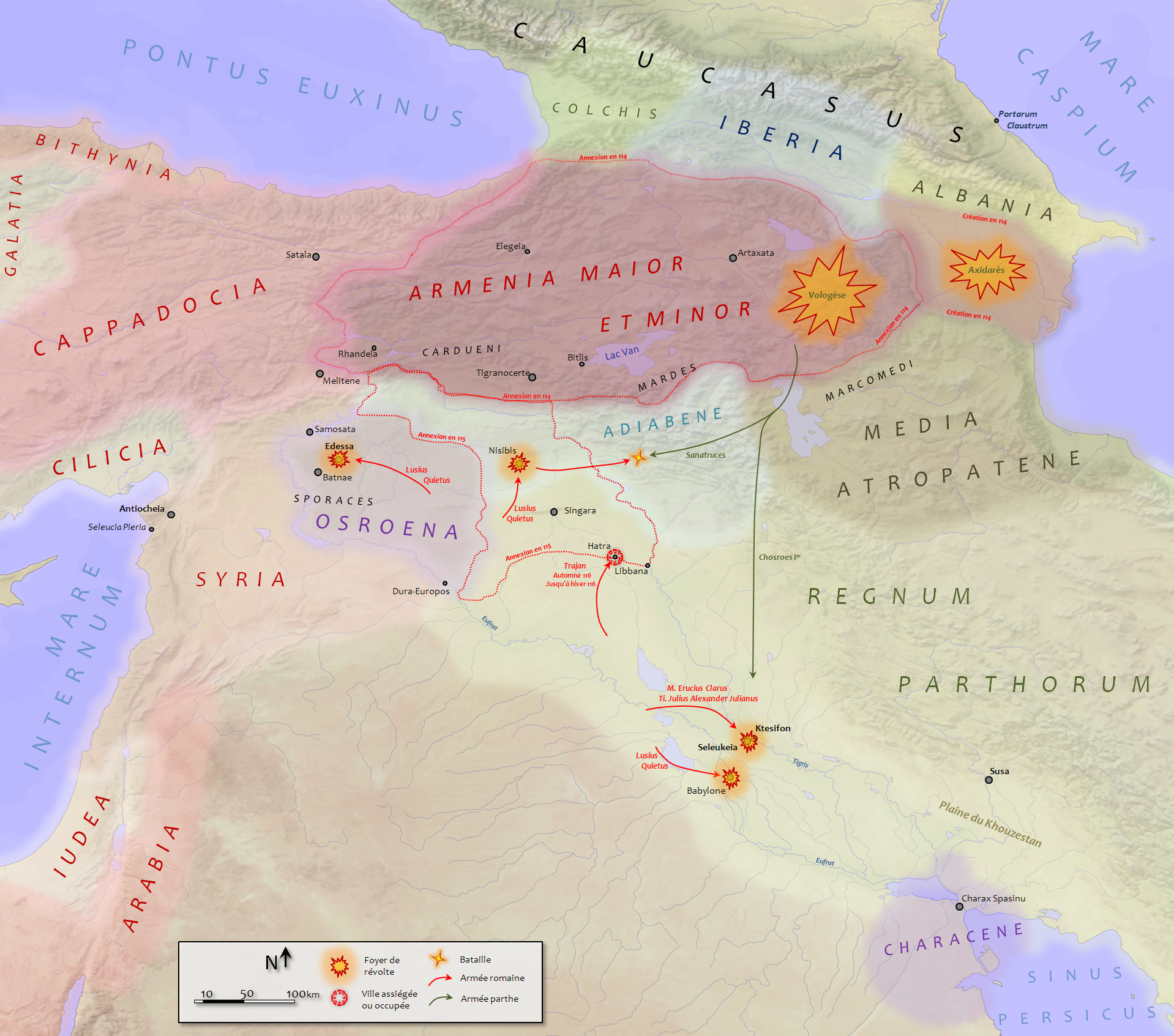
Carte des mouvements des troupes à l'époque du siège de Hatra par Trajan en 117.

Le premier auteur à mentionner l'existence de Hatra, Dion Cassius, le fait pour évoquer le siège infructueux de la ville conduit par l'empereur romain Trajan en 116-117, alors qu'il revenait d'une campagne en Babylonie contre les Parthes, et qu'il faisait face à une insurrection des pays qu'il avait laissés derrière lui après la première partie de la campagne (qui a débuté en 114). L'historien évoque une ville ni riche ni prospère, qui n'avait pas encore l'envergure qu'elle devait prendre dans les années suivantes. Ses habitants furent pourtant en mesure d'opposer une résistance vigoureuse aux assiégeants. Le siège aurait échoué parce que les troupes romaines, éprouvées par le climat désertique et menées par un empereur à la santé déclinante (il devait mourir peu après), auraient manqué d'eau et de bois pour le conduire à son terme :

« Ensuite il partit pour l'Arabie et attaqua les Hatréens, qui, eux aussi, avaient fait défection. Leur ville n'est ni grande ni riche, et le pays d'alentour est un vaste désert ; il a fort peu d'eau (et encore ce peu est-il détestable), il n'a pas de bois ni de pâturages. Ces obstacles, qui, par leur nombre, rendent un siège impossible, et le Soleil, à qui elle est comme consacrée, suffisent pour défendre la ville ; car ni Trajan alors, ni Sévère dans la suite, ne purent la prendre, bien qu'ils aient démoli des portions de ses murailles. Trajan, qui avait détaché sa cavalerie, éprouva un échec si notable, qu'elle fut repoussée jusque dans le camp, et que lui-même, qui s'était avancé à cheval avec elle, manqua de peu d'être blessé, bien qu'ayant quitté le vêtement impérial de peur d'être reconnu. Mais, en voyant, la majesté de sa chevelure blanche et la dignité de son visage, les barbares soupçonnèrent qui il était ; ils lancèrent des flèches contre lui et tuèrent un cavalier à ses côtés. De plus, des tonnerres grondaient, des arcs-en-ciel se montraient ; des éclairs, des tourbillons, de la grêle et des foudres tombaient sur les Romains quand ils livraient un assaut. Lorsqu'ils prenaient leurs repas, des mouches, tombant dans ce qu'ils mangeaient et dans ce qu'ils buvaient, infectaient tout. Aussi Trajan, en cet état de choses, se retira, et, peu après, sa maladie commença. »

— Dion Cassius, Histoire romaine, Livre LXVIII. 31, traduction à partir de E. Gros (1867).
Il semble que la prospérité de Hatra commença après le retrait des troupes romaines. C'est en tout cas à cette époque que remonte la plus ancienne inscription trouvée sur le site qui puisse être datée avec certitude, et qui concerne la construction d'une salle du sanctuaire principal de la ville. Celle-ci était alors dirigée par un personnage appelé Worod, qui porte dans les inscriptions le titre de « seigneur » (māryā), et qui était peut-être déjà en fonction lors du siège de Trajan. Deux autres seigneurs de Hatra, Elkûd et Ma'anû, apparaissent dans des inscriptions, mais on ne sait pas à quelle période ils ont régné.

### L'époque des «rois des Arabes»

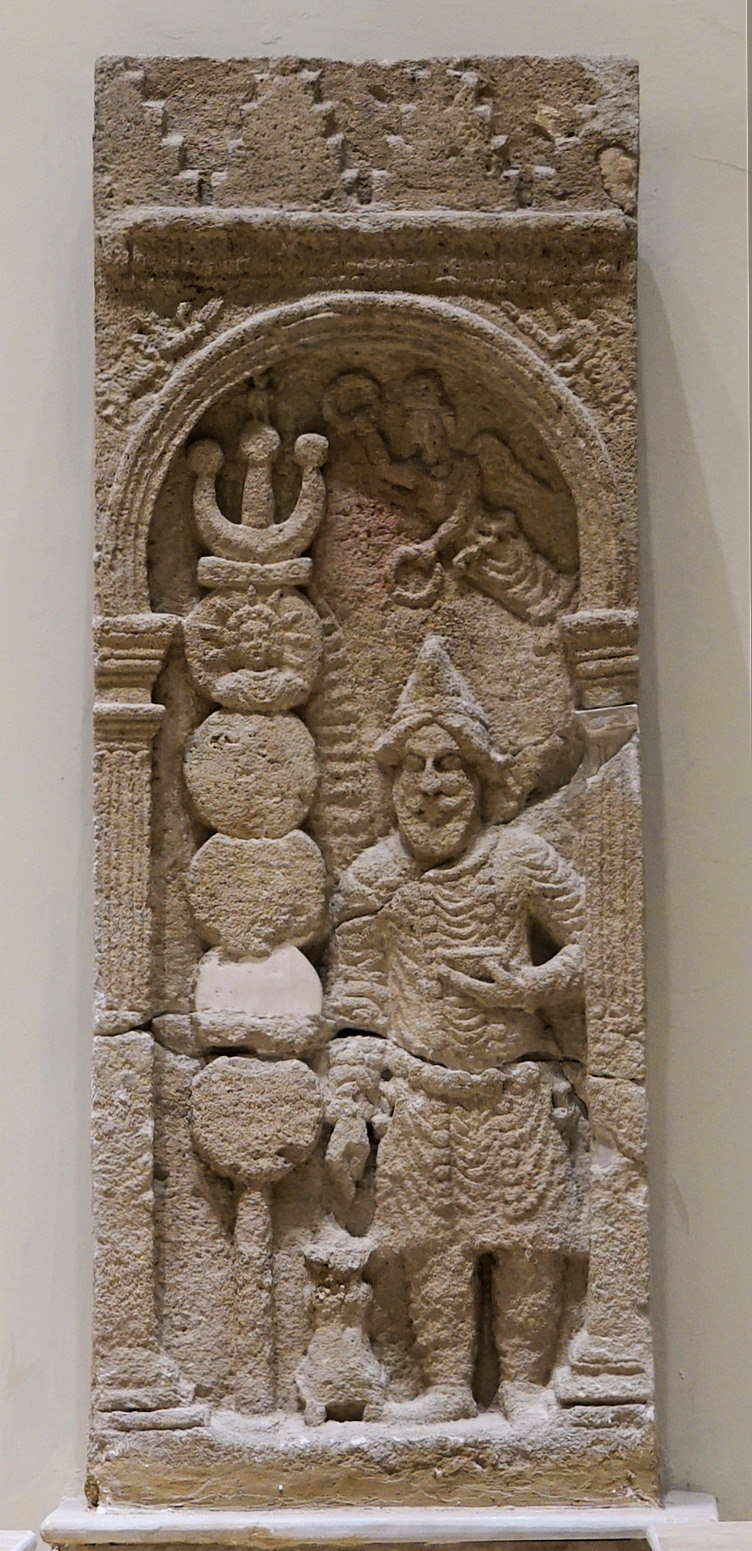
Relief de Sanatrûq Ier avec l'étendard samya portant des symboles divins. Musée national d'Irak.

Une inscription datée de 134 évoque le seigneur qui dirigeait alors la ville, Nashryahb, et son fils aîné, Nasrû, qui semble avoir été associé à l'exercice du pouvoir. Ce dernier devint à son tour seigneur dans les années qui suivirent. Ces deux règnes furent marqués par une intense activité de constructions : l'enceinte du grand sanctuaire fut érigée en 138 à l'initiative de Nasrû, à l'époque prince héritier, puis, au plus tard au début des années 150, ce fut la grande enceinte extérieure de la ville qui sortit de terre, étendant considérablement l'espace couvert par la cité ; le tracé des murailles antérieures n'a pas été identifié par les archéologues. Plusieurs temples sont également datés de son règne. Sur les inscriptions commémorant ces actes, Nasrû se présentait également comme « grand-prêtre du dieu Soleil » (afkalā rabbā d-šamš), ce qui indique que sa fonction avait également un aspect religieux. Il était assisté dans ses fonctions par un dignitaire appelé rabbaytā, « préposé à la Maison (du dieu) ». Il avait sans doute une fonction surtout religieuse car il était responsable de l'affichage des décrets légaux de la ville, dont l'origine est attribuée aux dieux.
Le successeur de Nasrû est son fils Wologash (Vologèse, nom d'origine parthe porté par plusieurs souverains de cet empire), qui fut le premier à porter le titre de « roi des Arabes » (malka di Arab), ce qui semblerait révéler une extension de l'autorité des seigneurs de Hatra aux territoires alentour. Les statues des rois furent alors dotées d'une tiare à crête, caractéristique des rois vassaux de Hatra. On ne sait pas exactement dans quelles conditions cette évolution se produisit. Il est possible qu'il faille la relier aux événements entraînés par les conflits entre Parthes et Romains : dans les années 161-165, après plusieurs guerres, le roi parthe Vologèse IV perdit la moyenne vallée de l'Euphrate au profit de ses adversaires, qui lui ravirent la suzeraineté sur le royaume d'Édesse (ou Osroène). Il pourrait alors avoir cherché à augmenter la puissance de ses vassaux de Hatra pour renforcer leur place dans son dispositif de défense, en les élevant à la dignité royale et en leur conférant une autorité sur les populations voisines. Mais en l'absence de document explicite sur ce point, cela reste conjectural. Wologash ne régna sans doute pas longtemps, puisque son frère Sanatrûq Ier lui succéda au plus tard en 177.
Sanatrûq régna quelques années, en associant son fils Abdsimya aux affaires, lui conférant le titre de « prince héritier » (pašgrībā), avant que celui-ci ne lui succède au plus tard en 193. C'est en effet à cette date qu'il apparaît dans un texte de l'historien Hérodien, sous le nom de Barsemias, dans le contexte de la guerre civile qui avait lieu dans l'Empire romain : il envoya un contingent d'archers, à la demande du roi parthe Vologèse V, au légat romain de la Syrie, Pescennius Niger, lequel revendiquait le titre d'empereur. Ce dernier fut finalement vaincu par Septime Sévère qui, en réplique, assiégea Hatra à deux reprises dans les années 190, essuyant deux échecs devant les solides remparts de la ville. Il eut plus de succès dans les régions situées à l'ouest de Hatra, où il installa une légion faisant directement face à la ville.
Les relations entre Hatra et les Parthes semblent avoir été assez distantes ; Hérodien (III.28) évoque le fait que le roi parthe « se (voyait) tout à fait étranger à la lutte engagée entre Sévère et les Hatréens, et ne (prenait) de cette guerre aucun ombrage ». Au fil du temps, l'influence parthe paraît de moins en moins perceptible dans la région et les rois de Hatra plus indépendants. Le contexte militaire explique sans doute pourquoi le fils d'Abdsimya, Sanatrûq II, renforça les murailles de la cité en 200, alors qu'il n'était encore que prince héritier. Il régna dans les premières décennies du IIIe siècle, associant son fils Abdsimya (II) au pouvoir, mais on ne sait pas si ce dernier lui succéda.

### La chute de la ville et sa légende
La chute de l'Empire parthe face aux Perses emmenés par Ardashir, fondateur de la dynastie des Sassanides en 223, rebattit les cartes de la géopolitique de la Haute Mésopotamie et de tout le Moyen-Orient. Il fallut quelques années aux troupes perses pour éliminer le dernier roi parthe et soumettre ses principaux vassaux du plateau Iranien. Ardashir se tourna ensuite vers l'ouest, contre les Romains, auxquels Sanatrûq II aurait fait appel pour éviter de partager le sort des autres serviteurs des Parthes. Une inscription trouvée à Hatra, datant de 235, indique qu'une cohorte romaine y était alors stationnée. Il est donc possible que Hatra ait alors été alliée et même une cliente des Romains, voire qu'elle ait connu une nouvelle expansion de son autorité, vers l'ouest, sur les tribus arabes déjà vassales de Rome auparavant.
Quoi qu'il en soit, la ville subit le siège des Perses, menés par Shapur Ier, le fils d'Ardashir, dans les années qui suivirent ; elle fut finalement prise en 240, dans des conditions qui ne sont pas déterminées. L'archéologie documente surtout les travaux liés au siège final des Sassanides, qui entreprirent la construction de murs de circonvallation et contrevallation reliés à leur campement, sans doute à rechercher à l'est de la ville. La population de la ville fut manifestement déportée dans sa totalité, suivant les habitudes des vainqueurs. La cité ne fut jamais repeuplée car aucune trace d'occupation postérieure au siège n'a été retrouvée. Lorsqu'il passa dans la région en 363, au retour de la campagne désastreuse de l'empereur Julien contre les Sassanides, l'historien Ammien Marcellin décrivit Hatra comme une « ville antique, mais entourée d’une vaste solitude et depuis longtemps déserte. (XXV.8.5) »
La chute de Hatra (al-Ḥaḍr en arabe) est évoquée dans les traditions iraniennes et arabes postérieures, donnant lieu à des poèmes élégiaques sur le thème de la puissance brutalement anéantie. L'événement en lui-même reste mal établi, puisqu'il est souvent mal daté, par exemple par Ferdowsî qui le situe sous le règne de Shapur II au IVe siècle. Les récits sur la chute de Hatra rapportés par divers auteurs, notamment l'historien arabo-persan Tabari (Xe siècle), suivent à peu près la même trame. Le puissant roi de Hatra, issu d'une lignée illustre, aurait provoqué le roi sassanide Shapur en attaquant ses terres. Ce dernier aurait alors lancé une attaque contre lui et assiégé sa ville, sans succès, pendant plusieurs mois. La chute de la ville est imputée à la fille du roi de Hatra, la princesse Nadira, tombée amoureuse du roi perse après l'avoir aperçu du haut des murailles. Elle lui proposa alors son aide contre la promesse de l'épouser. La trahison est diversement rapportée : elle aurait indiqué à Shapur un rituel magique permettant de rendre inefficace le talisman protégeant les murailles de la ville, autrement imprenables, ou bien elle aurait enivré son père et livré les clefs de la ville à Shapur, ou bien encore aurait indiqué à ce dernier comment pénétrer dans la ville par la rivière. Une fois la ville prise, le Perse honora sa promesse de mariage, puis se rendit compte lors de la nuit de noces que la princesse avait une peau extrêmement délicate en la voyant saigner après le contact avec une feuille de myrte. Il demanda une explication et la princesse lui dit qu'il en était ainsi grâce aux traitements prodigués à sa peau grâce à son père, plein d'attentions envers elle. Scandalisé par le fait que sa nouvelle épouse ait pu trahir un père aussi aimant et craignant qu'elle n'en fasse de même avec lui, il la fit mettre à mort. Selon certains, cette histoire serait une lointaine aïeule du conte de La Princesse au petit pois, popularisé par Hans Christian Andersen.
L'archéologue et romancière Jane Dieulafoy a écrit le roman historique Rose D'Hatra (1893) qui donne vie aux circonstances de la chute de la ville.

## Architecture et urbanisme

Plan schématique de la ville de Hatra.

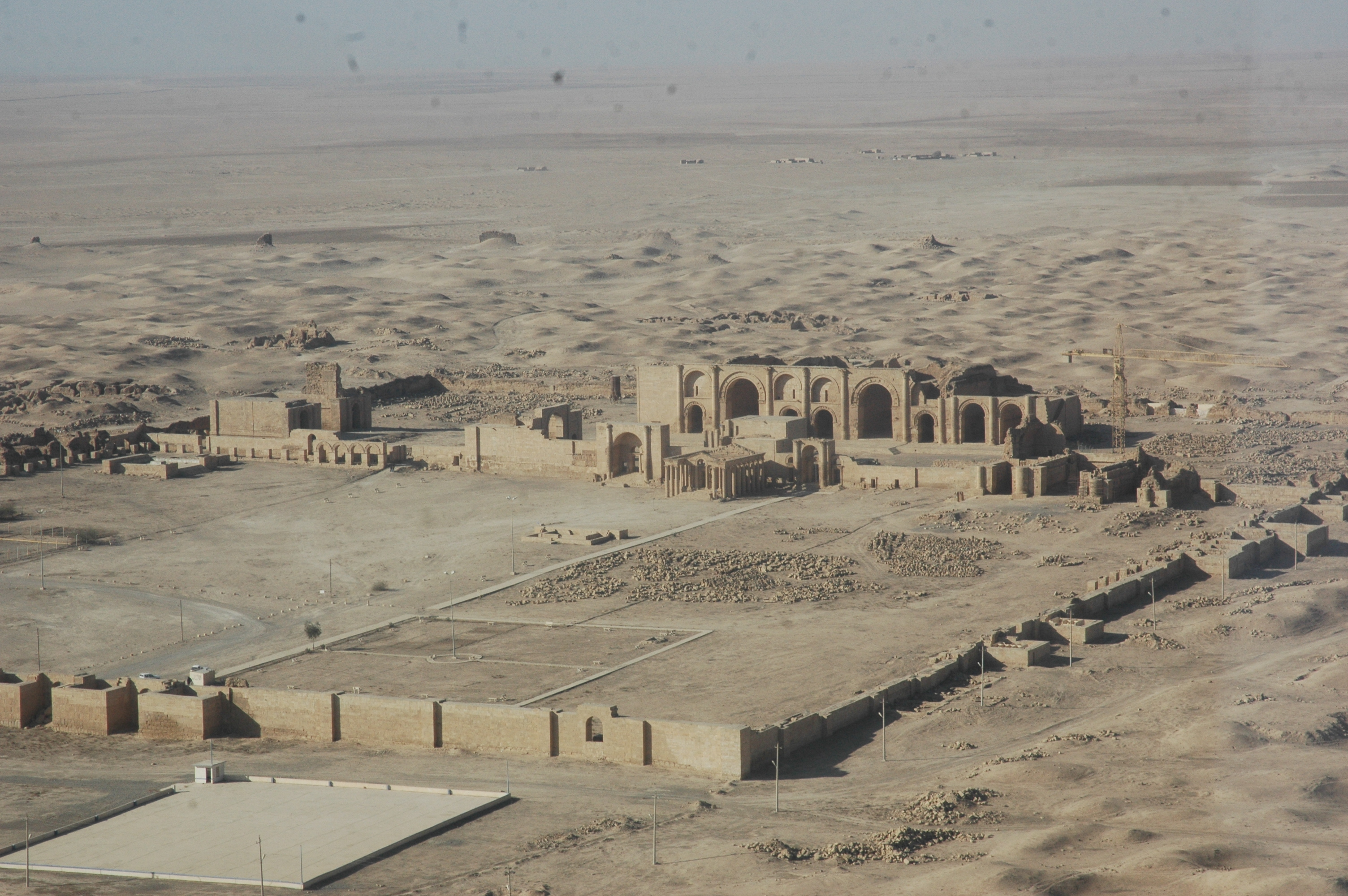
Vue aérienne de l'enceinte sacrée (décembre 2007) : au premier plan, l'esplanade orientale et, au second plan, le groupe monumental dominé par le grand temple à iwans de la cour occidentale.

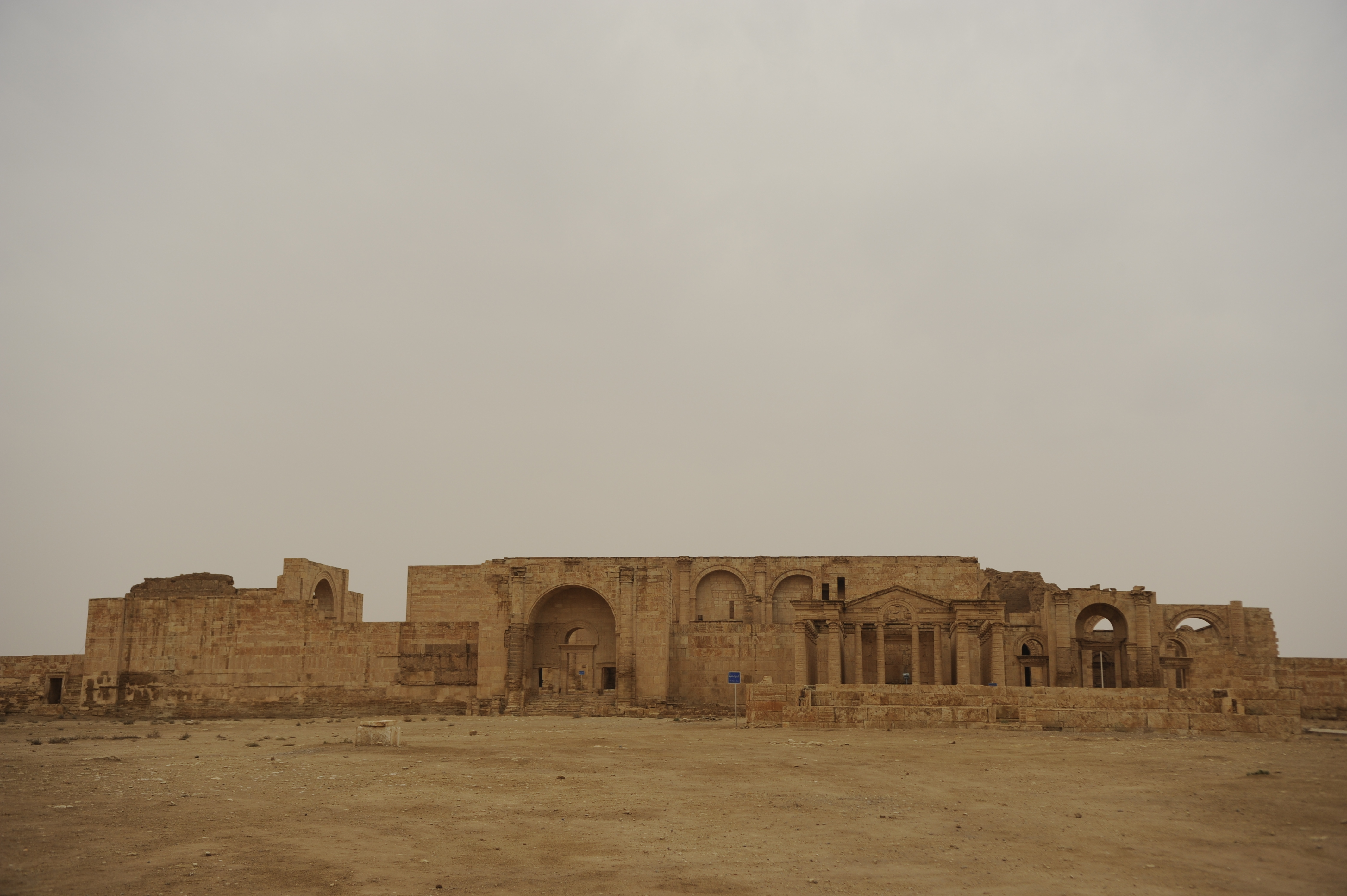
Le groupe monumental de l'enceinte sacrée vu depuis l'est, à partir de la grande esplanade.

Dans son état final, à partir du milieu du IIe siècle, Hatra était une ville au plan grossièrement rond, selon le modèle urbanistique qui semble avoir été courant dans la Mésopotamie parthe puisqu'il se retrouve à Arbèles (l'ancienne Adiabène et présentement à Erbil) et Ctésiphon. En son centre s'élevait le vaste enclos du dieu Soleil, seul monument de pierre au sein d'une cité faite entièrement de brique crue. Ce sanctuaire, qui comprenait plusieurs temples à l'extrémité d'une vaste esplanade, était sans doute un lieu de pèlerinage annuel pour les Arabes de Mésopotamie. Le tissu urbain s'était progressivement constitué sans plan directeur dans toutes les directions autour de ce sanctuaire central. Il était protégé par une double muraille en briques crues. L'évolution historique du site reste mal connue en dehors de son dernier siècle d'existence, et il est difficile de savoir quels monuments sont les plus anciens, et quel aspect avait la cité avant les grands travaux du IIe siècle qui ont accompagné le véritable développement de Hatra.

### La muraille
Les équipes de fouilles italiennes et polonaises ont repéré, à proximité de l'enceinte sacrée, des traces de murailles en pierre et briques crues, manifestement antérieures aux autres constructions du site. Il semblerait qu'il s'agisse de vestiges d'une muraille qui enserrait Hatra avant la construction de l'enceinte la plus récente et la plus visible lors des fouilles, celle construite sous le règne de Nasrû au milieu du IIe siècle. Cette première enceinte serait donc celle à laquelle furent confrontées les troupes de Trajan, avant le véritable essor de Hatra qui vit l'érection d'une muraille plus puissante englobant un espace plus vaste ainsi que celle de l'enceinte sacrée. L'espace délimité par cette première muraille ne peut être établi avec certitude car son tracé n'a pas encore été clairement identifié.
Le rempart principal de Hatra, courant sur environ six kilomètres, est bien connu grâce aux fouilles dont il a fait l'objet. Il était précédé par un fossé et délimitait un espace grossièrement circulaire. C'était un ouvrage en terre et briques crues, reposant sur un socle en pierre d'environ un mètre de hauteur et 3,50 mètres de large, plus en certains endroits où il avait été renforcé après les sièges des armées romaines. On a estimé sa hauteur originelle à une dizaine de mètres. Le haut du rempart devait être coloré, si on en juge par les nombreuses plaques à glaçure bleutée qui ont été mises au jour. Des tours espacées d'une trentaine de mètres défendaient la muraille et des bastions en pierre avaient été ajoutés au dispositif pour supporter des catapultes lors des sièges. Vers la fin de l'existence de la ville le mur principal avait été doublé  par un petit mur intérieur servant de seconde ligne de défense. Le rempart pouvait être franchi par quatre portes situées aux quatre points cardinaux, comprenant une chicane à l'entrée et une cour intérieure. Ce dispositif imposant fut donc en mesure de résister aux sièges des armées romaines, et de tenir en respect les Perses pendant deux ans. Ces derniers érigèrent face à lui un mur encerclant toute la ville, circonvallation qui a été identifié par les archéologues, et qui illustre l'importance des efforts qu'ils durent consentir pour mener le siège à son terme.

### Les monuments de l'enceinte sacrée
L'enceinte sacrée, délimitant un espace rectangulaire de 320 par 435 mètres, comprenait les principaux monuments de Hatra, construits en pierre de taille, qui ont fait l'objet d'importantes reconstructions (anastyloses) par les archéologues irakiens. Le mur qui séparait cet ensemble du reste de la ville avait été érigé sous le règne de Nasrû, en 138. Il était percé de portes sur ses quatre côtés. Cette enceinte intérieure était divisée en deux par un mur transversal isolant, à l'est, une vaste esplanade de plan grossièrement carré et quasiment vide de constructions, les principaux édifices étant localisés dans la partie ouest de l'enceinte sacrée, le long du mur transversal ou bien dans l'espace de 320 par 140 mètres) qu'il délimitait. Quelques pièces devant servir de magasins ainsi que des portiques se trouvaient sur certaines sections intérieures de l'enceinte sacrée. L'entrée principale de celle-ci donnait sur l'esplanade, depuis son côté est, et comprenait trois portails encadrés par quatre tours. L'entrée n'était pas située au centre de la muraille sur laquelle elle était percée, mais était légèrement excentrée vers le nord, pour faire face, de l'autre côté de l'esplanade, aux deux temples qui sont supposés être les plus anciens.
Plusieurs sanctuaires étaient disposés sur le côté ouest de l'esplanade, à proximité ou attenant au mur intérieur. La position centrale était occupée par le « temple hellénistique », dénomination due aux fouilleurs du site (le terme est assez impropre puisque l'inspiration architecturale est surtout romaine), appelé aussi « temple de Marân », la divinité principale de la ville. En réalité, on ne sait pas avec certitude quelles divinités étaient vénérées dans ce temple ; on ne sait pas non plus s'il y en avait une ou plusieurs. Son aspect était très marqué par l'influence grecque et romaine, même si son plan était original : de forme rectangulaire, il était bordé par une double rangée de colonnades, celle située sur l'extérieur étant érigée à même le sol, tandis que la seconde était surélevée sur la même terrasse que le temple à proprement parler, suivant le principe des temples à podium de type romain. La façade, dont les colonnes prennent appui sur le podium, disposait d'un fronton à archivolte, caractéristique de l'architecture syrienne d'inspiration gréco-romaine,.

Le « temple de Marân ».
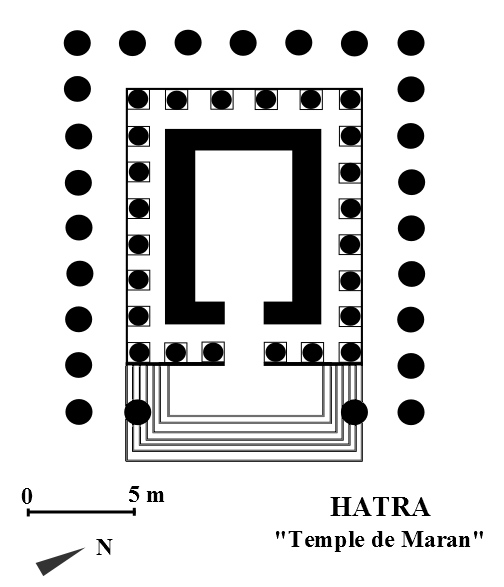
Plan du temple.
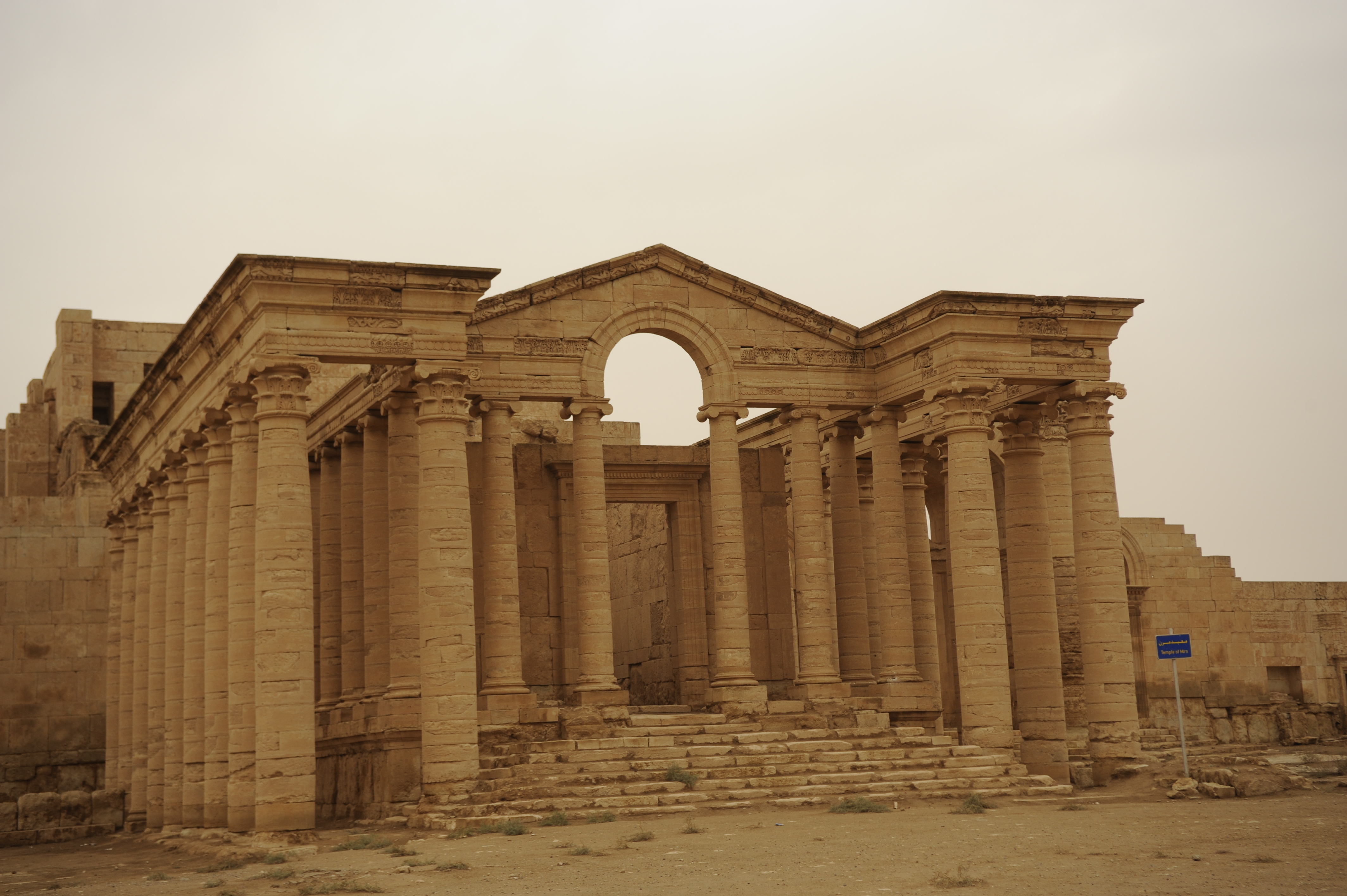
La façade du temple, avec ses deux rangées de colonnes et son fronton à archivolte de type syrien.
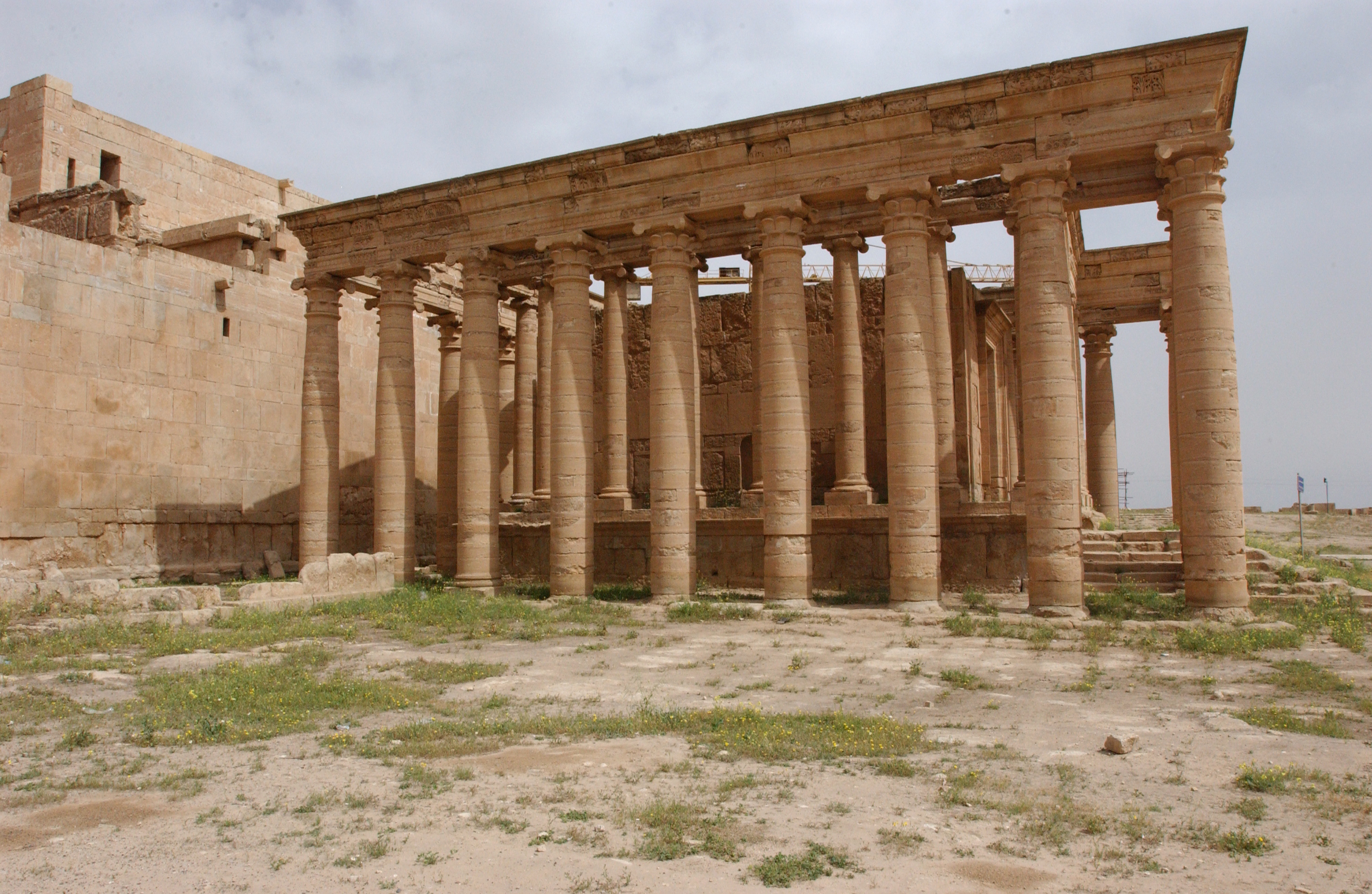
Vue du temple depuis le sud.
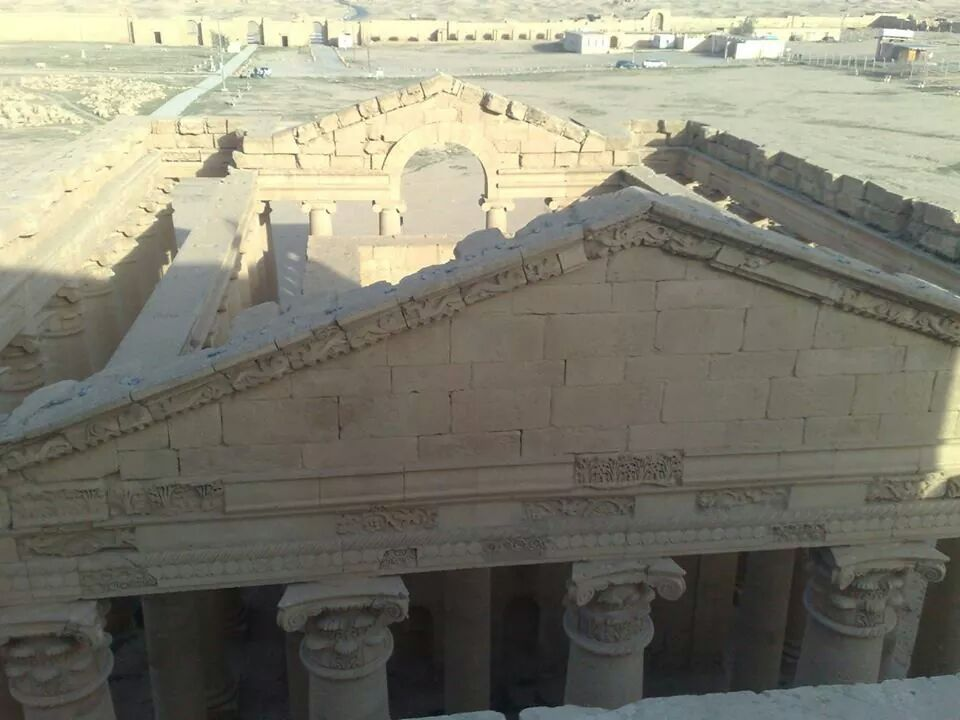
Vue du temple depuis le mur transversal, sur son côté est ; au second plan, la grande esplanade.

L'esplanade orientale comprenait également d'autres bâtiments importants, tous situés sur son côté ouest. Au nord, bâti sur le mur transversal, se trouvait un temple dont la façade disposait de trois iwans, de grandes salles voûtées percées sur un côté d'un porche en forme de grand arc, caractéristiques de l'architecture de l'époque parthe et qu'on retrouve dans plusieurs édifices de Hatra. Cet édifice avait été érigé sous le règne de Sanatruq Ier et dédié à la déesse Allat, représentée sur plusieurs bas-reliefs. Dans l'angle sud-ouest de l'esplanade et en son centre, se trouvaient deux autels à ciel ouvert, à l'usage mal connu.
Au niveau du temple dit de Marân, deux portails voûtés donnaient accès, dans la partie ouest de l'enceinte sacrée, à un premier temple, dit de Shahiru, bâti au même niveau que le temple précédent ; l'enceinte qui les séparait avait sans doute été érigée après les deux temples qui sont probablement les plus anciens du site. L'entrée de ce second temple, donnant sur le sud, comprenait un porche à quatre colonnes et une porte voûtée de plein cintre ouvrant sur la cella, dans le style des iwans,.
La partie occidentale de l'enceinte sacrée était elle-même traversée par un mur transversal, qui passait par le plus vaste monument de Hatra, situé au centre de cette partie de l'enceinte sacrée. Il s'agissait d'un vaste monument, long de 115 mètres, comprenant un alignement de huit rangées d'arches, dont deux iwans plus élevés que les autres, à plus de vingt-cinq mètres de hauteur et ouvrant sur deux salles voûtées de trente-quatre par quinze mètres (l'iwan sud et l'iwan central). Ces deux grandes portes étaient bordées par de hautes colonnes engagées à chapiteaux corinthiens, les séparant de deux rangées de plus petits iwans, ceux situés au-dessus étant fermés par un mur. Le grand iwan du sud ouvrait sur un grand édifice carré de vingt-huit mètres de côté, peut-être un ajout tardif, constitué d'une pièce centrale carrée et voûtée, entourée d'un couloir lui-même voûté. Deux iwans de taille médiane se trouvaient dans la partie nord de l'édifice, ouvrant sur une même salle transversale voutée ; ils avaient sans doute été édifiés plus tardivement que le reste de la construction. Le toit de l'édifice avait disparu, mais ses tuiles glaçurées bleues ont été retrouvées lors des fouilles au sol. La pièce voûtée carrée située derrière le grand iwan du sud semble avoir été l'espace de culte principal du dieu-Soleil, le corridor qui la bordait sur ses quatre côtés ayant pu servir pour des rites de circumambulation. Les salles sur lesquelles ouvraient les plus petites portes voûtées devaient être des salles annexes du sanctuaire. Les grands iwans paraissent, quant à eux, avoir été des lieux de réunion servant à recevoir de nombreux hôtes, comme l'indiquent les banquettes qui se trouvaient sur les bords des deux grands iwans du complexe principal. Il ne s'agissait donc pas forcément de sanctuaires à proprement parler, du moins pas au sens classique du terme, en tant que « saint des saints », quoiqu'ils semblent bien avoir disposé d'autels sur les podiums qui s'y trouvaient. Les occasions de réunions devaient être des fêtes religieuses marquées par des sacrifices et des banquets rituels abondamment attestés dans les religions sémitiques de l'époque. Ce devaient être des moments importants dans la vie politique et religieuse de la cité, durant lesquels les seigneurs de Hatra, également grands-prêtres du dieu Soleil, recevaient les représentants des tribus de leur région et affirmaient ainsi leur rôle de « roi des Arabes ».

Le grand temple de Hatra.
Plan du grand temple de Hatra. 1. iwan sud 2. iwan central 3. double iwan nord 4. édifice carré.
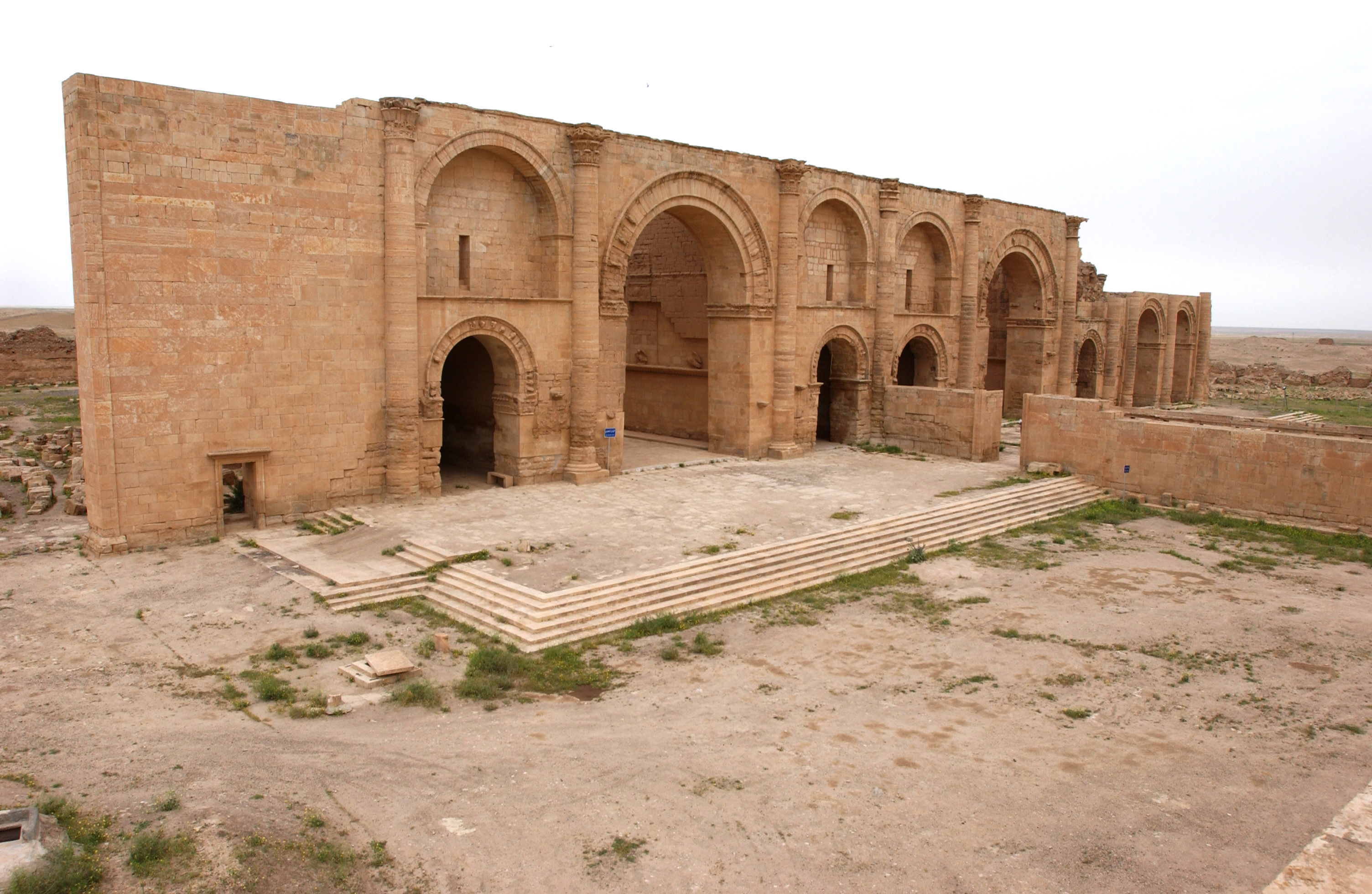
La façade aux iwans du grand temple.
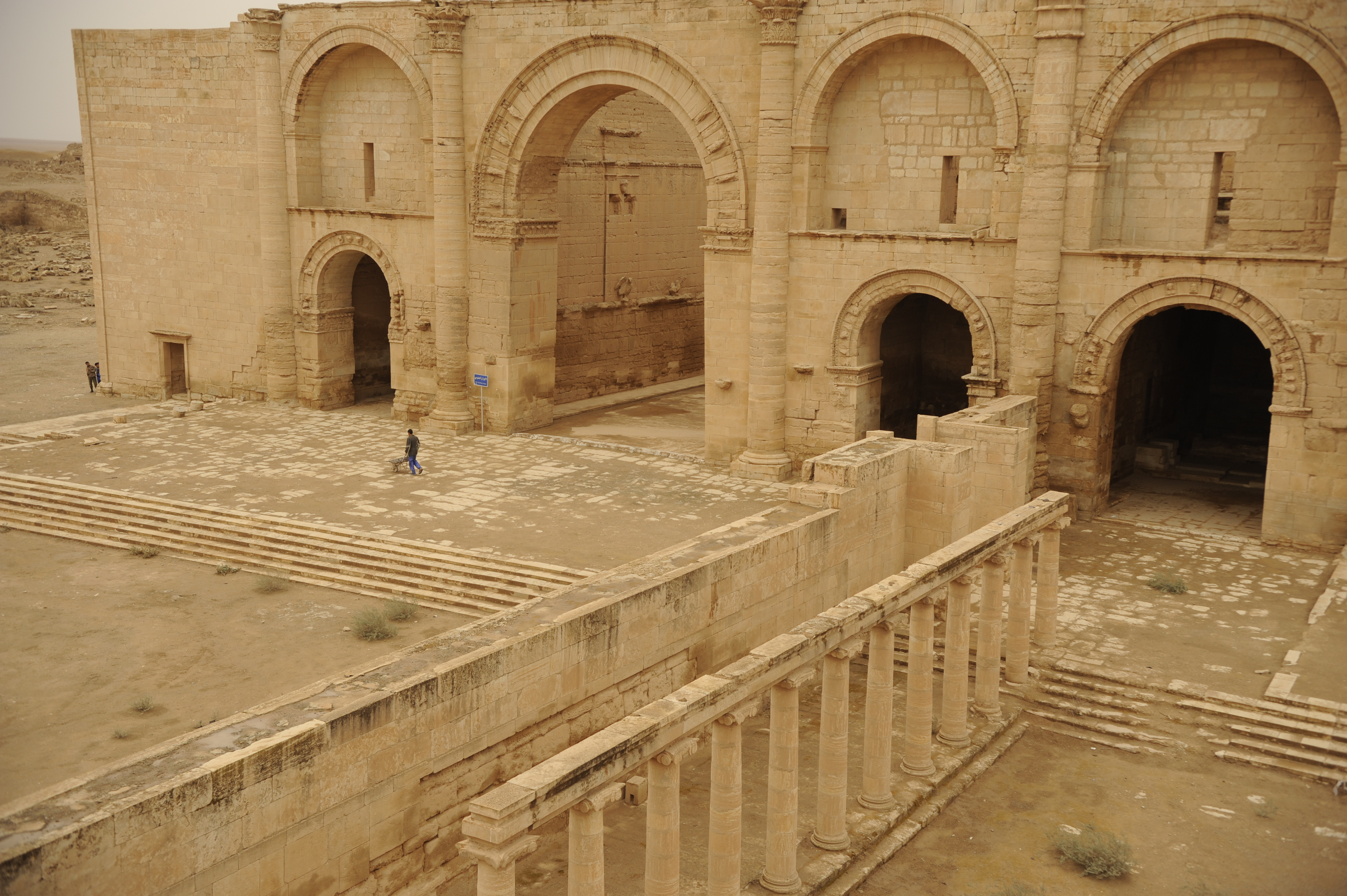
La façade de l'iwan sud du grand temple.
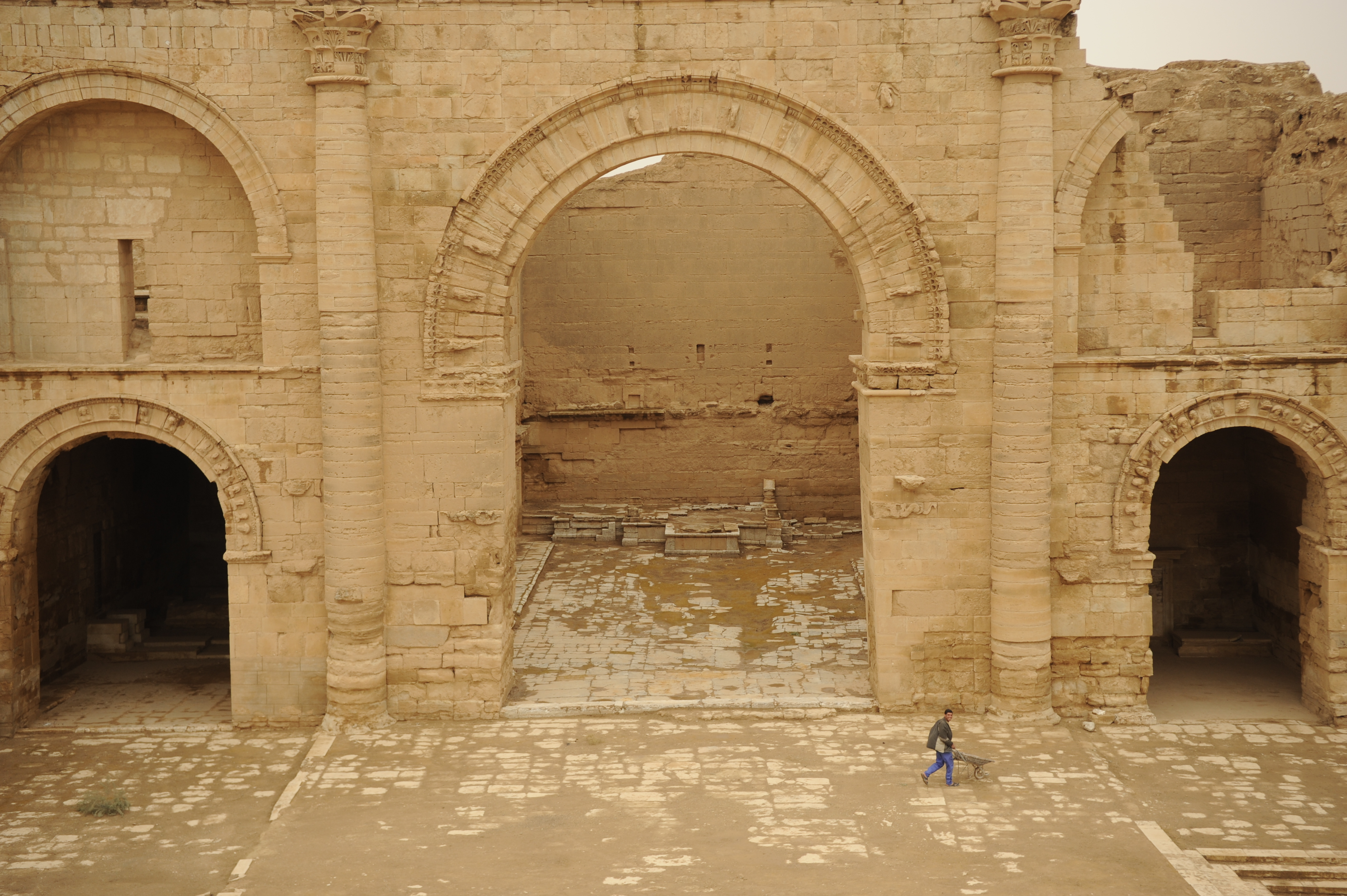
L'iwan central du grand temple.

Deux autres sanctuaires étaient situés dans la moitié sud de la partie occidentale de l'enceinte sacrée : le « temple de Samya » et le « temple de la Triade ». Ils comprenaient tous les deux trois iwans alignés sur une même façade, celui du centre étant plus large, reproduisant en plus petite taille le modèle du temple principal.

Autres édifices de l'enceinte sacrée de Hatra.
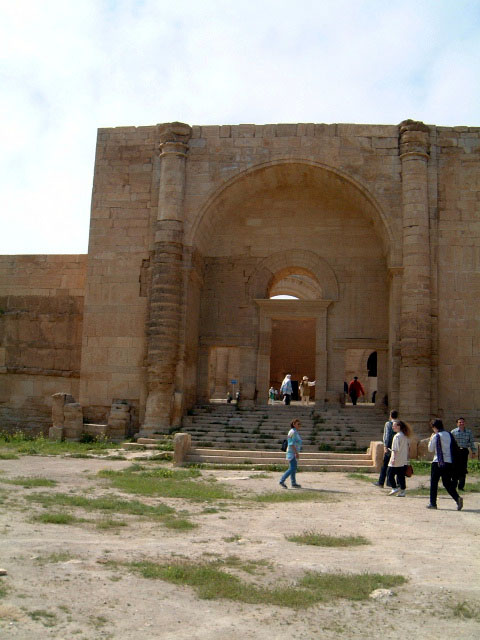
La grande porte sud du mur transversal de l'enceinte sacrée, percée de trois portails à linteau, celui du centre étant surmonté par un arc de plein cintre.
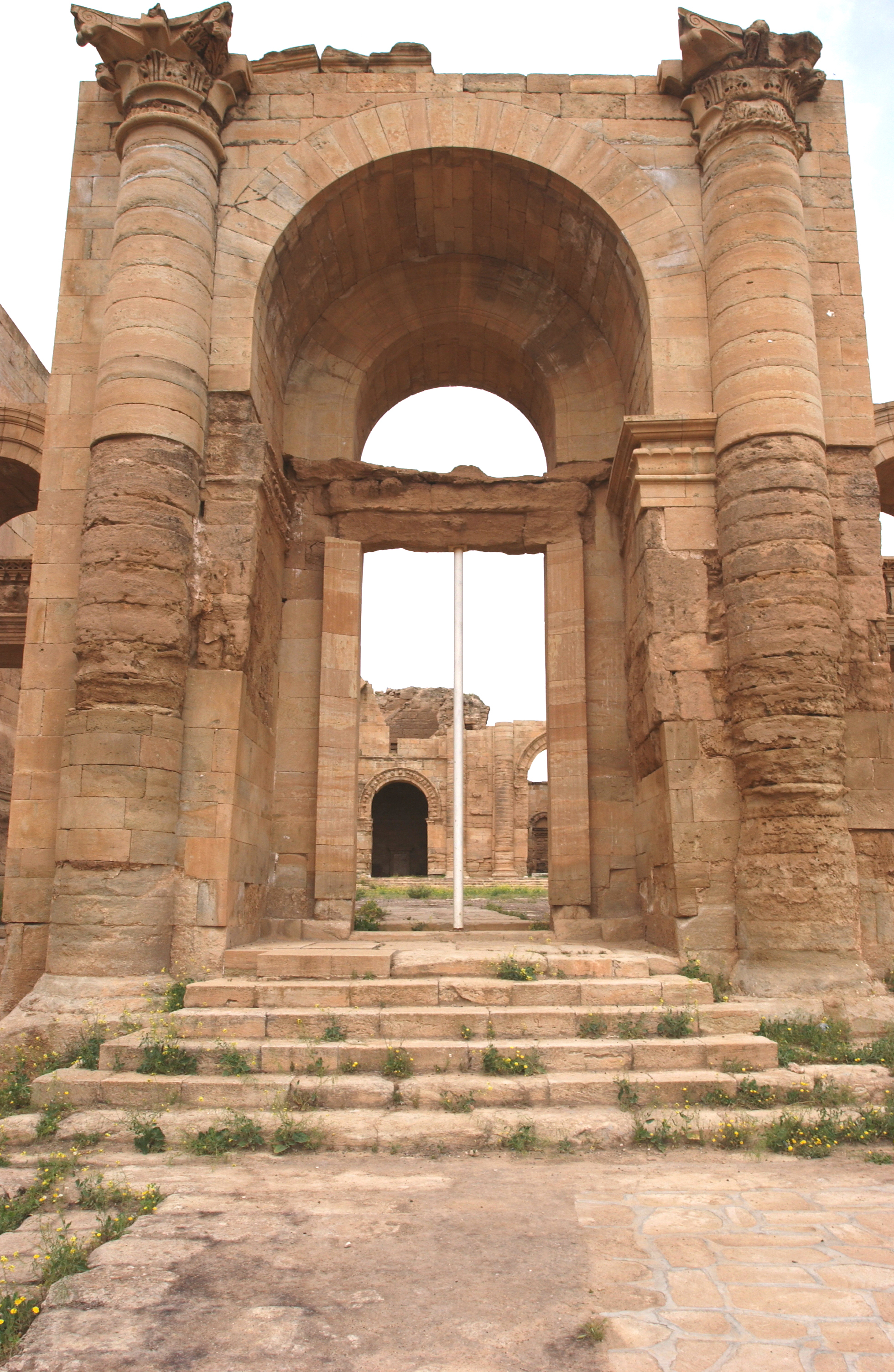
La grande porte nord du mur transversal.
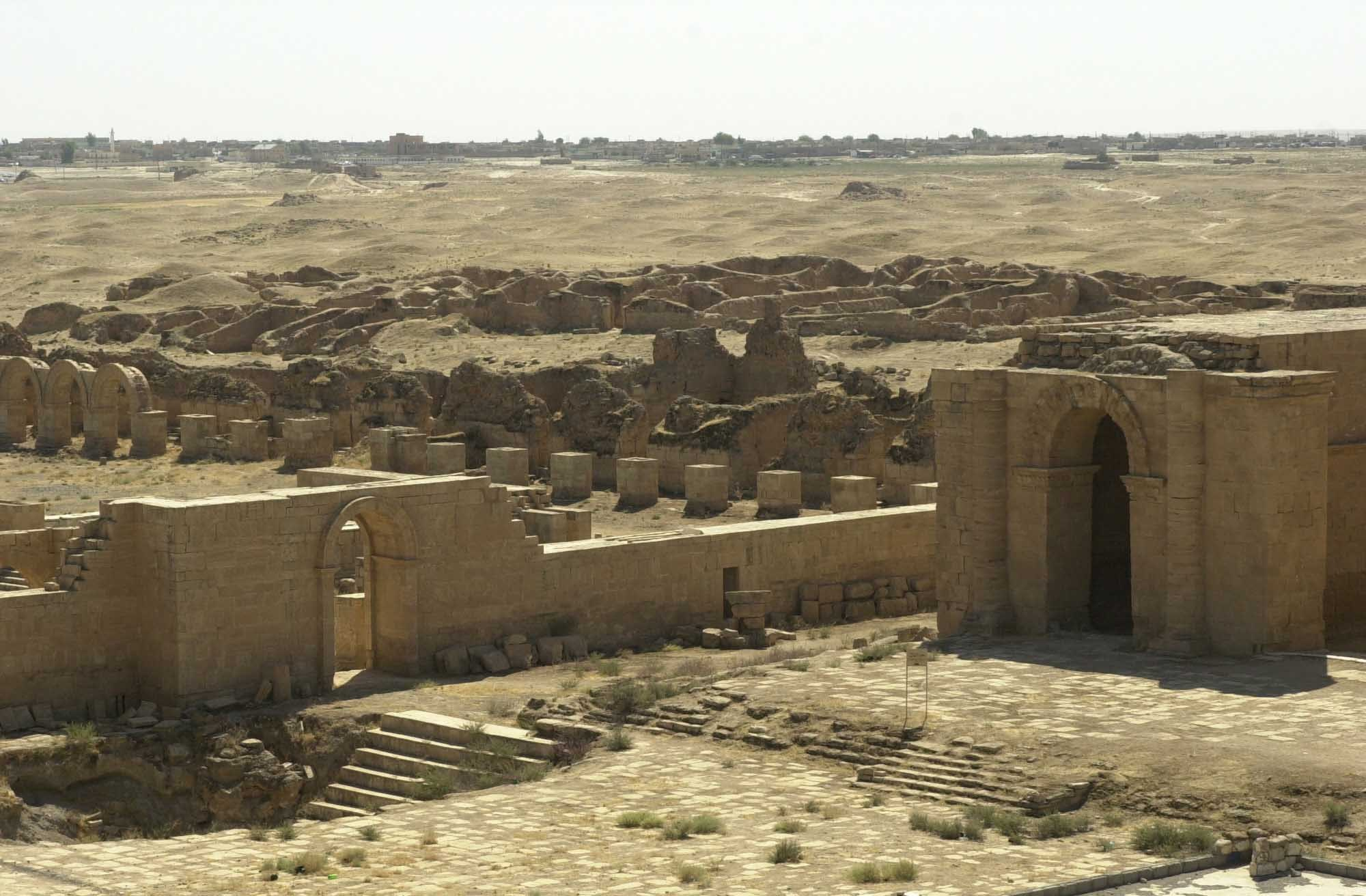
Porte du sud du mur transversal (gauche), temple de la Triade (droite), et ruines de portiques entourant l'esplanade orientale (second plan).
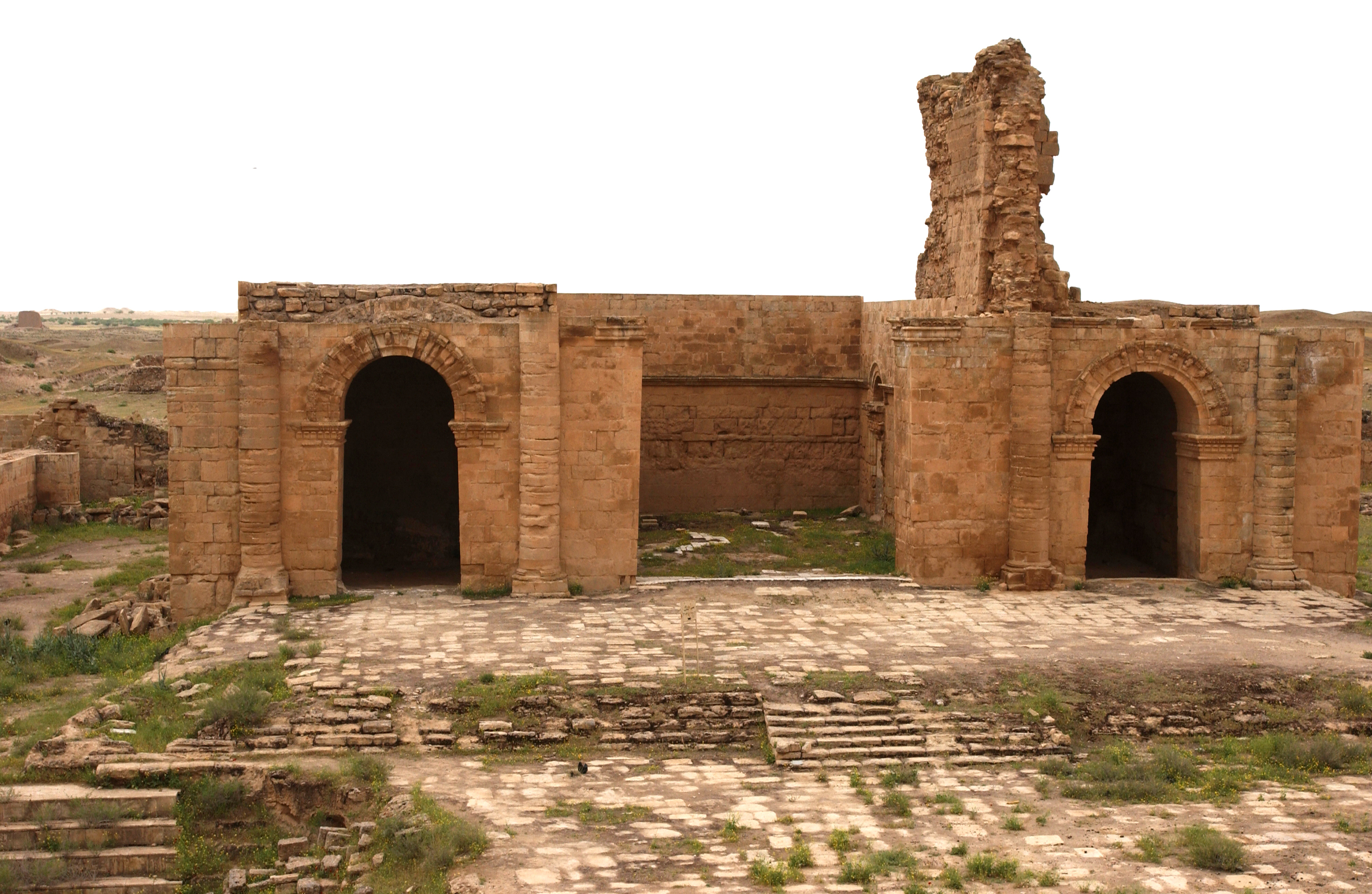
La façade du temple de la Triade.

### Les autres constructions
L'espace situé entre la muraille et l'enceinte sacrée constituait la zone d'habitations de la ville de Hatra. Les photographies aériennes du site permettent de constater qu'elle était bâtie sur la majeure partie de sa surface, et le tracé des voies principales, larges, était encore bien lisible au sol au moment des fouilles, de même que celui d'autres voies secondaires plus resserrées au tracé plus irrégulier. Mais comme souvent pour les cités antiques, cette zone dépourvue de monuments majeurs n'a attiré que tardivement l'attention des archéologues et est donc moins connue que le complexe monumental.
Les équipes d'archéologues irakiens ont néanmoins repéré plusieurs édifices dans cette zone, notamment quatorze temples intra-urbains, fondés par des riches familles de la ville. Il s'agissait d'édifices de plan simple, comprenant une vaste pièce rectangulaire bordée de banquettes et ouvrant sur une petite pièce ou une simple niche qui devait comprendre l'image de la divinité vénérée dans le lieu ainsi qu'un autel. Ils ne possédaient en général pas de pièces annexes. L'entrée du temple I était un iwan, comme pour les temples de l'enceinte sacrée,.
Les équipes italiennes ont, quant à elles, mis au jour des secteurs résidentiels. La quinzaine de résidences explorées sont de tradition mésopotamienne, caractérisée par une organisation autour d'une cour intérieure disposant d'un iwan servant d'espace de réception. La maison de Ma'nu, proche du temple I, est la plus étendue du site (2 700 m2). Elle disposait de plusieurs unités, la principale étant organisée autour d'une cour à deux iwans se faisant face et un portique. Les autres unités comprenaient des sortes de suites avec leurs propres espaces de réception, ainsi que des magasins ou des ateliers. Les mêmes équipes ont par ailleurs dégagé toute une section d'un quartier traversé par la rue allant du nord de l'enceinte sacrée jusqu'à la porte nord de la muraille de la cité. Il comprenait divers bâtiments, des résidences, des chapelles, des magasins qui donnaient sur la rue par des arcades. La plus vaste résidence dégagée dans ce quartier, l'« édifice A », s'étendait sur plus de 1 850 m2. Elle était organisée autour d'une cour centrale à iwan, et certains de ses murs étaient décorés par des peintures ou des graffitis ; les inscriptions indiquent qu'il s'agissait de la résidence du grand prêtre de Shahiru,,. Près de la porte nord de la muraille a également été repéré un édifice palatial comprenant une grande cour d'environ 47 par 50 mètres, à deux iwans, qui n'a jamais fait l'objet de fouilles systématiques.
Des tombes ont par ailleurs été explorées sur le site (environ 142 repérées), surtout à l'intérieur de la ville, isolées ou bien regroupées dans des nécropoles. Il s'agit de petits édifices quadrangulaires, de 6 à 11 mètres au sol, construits en pierre et disposant parfois d'un décor extérieur, des semi-colonnes engagées. Elles peuvent être constituées d'une chambre simple, ou bien divisées en deux ou trois unités constituées elles-mêmes d'une ou plusieurs pièces, sans que l'on sache ce que reflètent ces différences (diversité culturelle ou changements dans le temps ?).

## La civilisation de Hatra

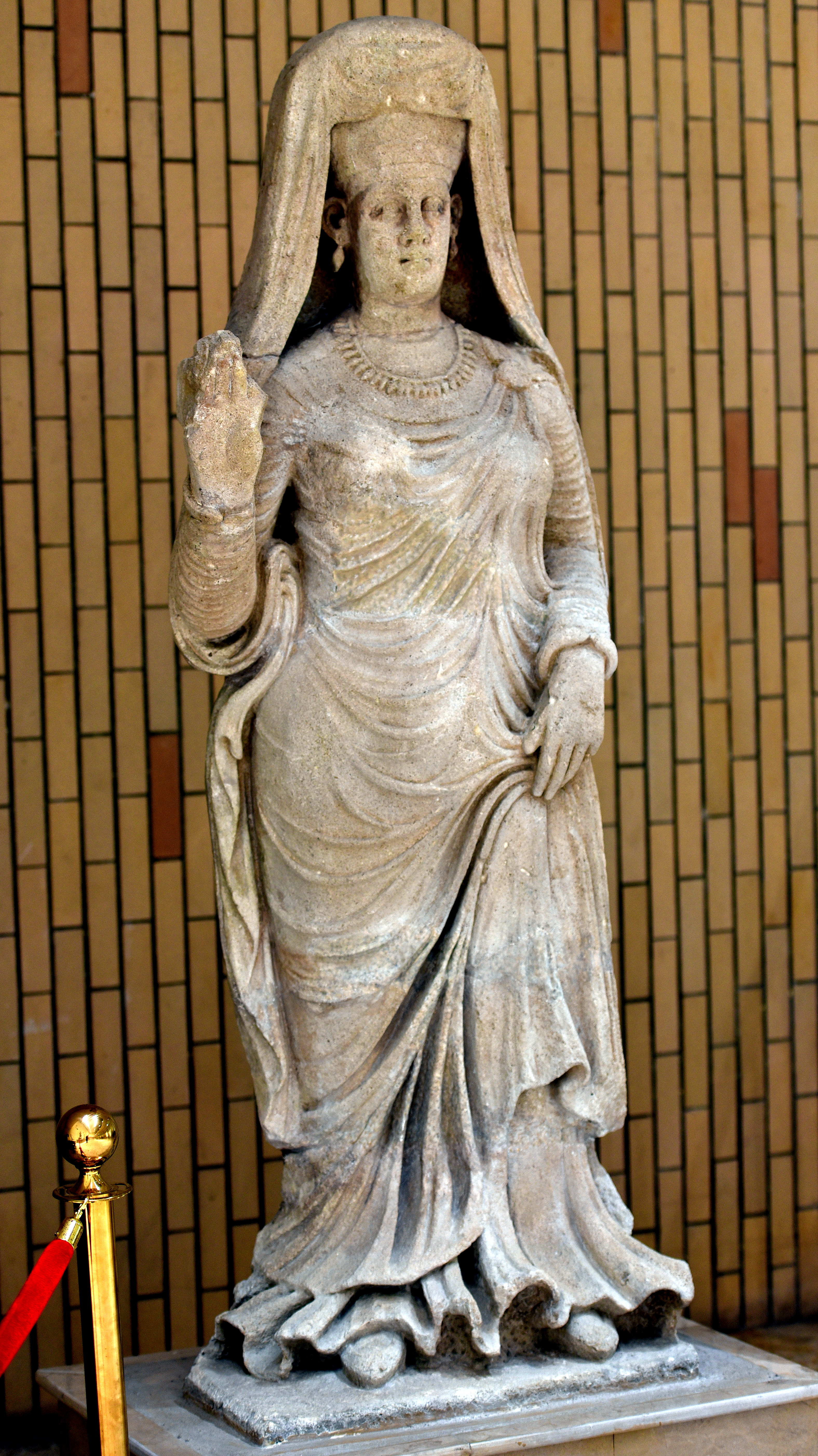
Statue féminine : sans doute la reine Ebu, épouse de Sanatrûq II, début III. Musée national d'Irak.

La prospérité de la cité venait essentiellement de l'exploitation de l'oasis qui la faisait vivre, ainsi que de l'élevage extensif pratiqué par les nomades. Sans doute pratiquait-elle aussi le commerce caravanier, mais on n'a pas retrouvé à Hatra d'inscriptions caravanières comme à Palmyre, cité qui lui ressemblait beaucoup par ailleurs.

### Inscriptions, langues et écritures

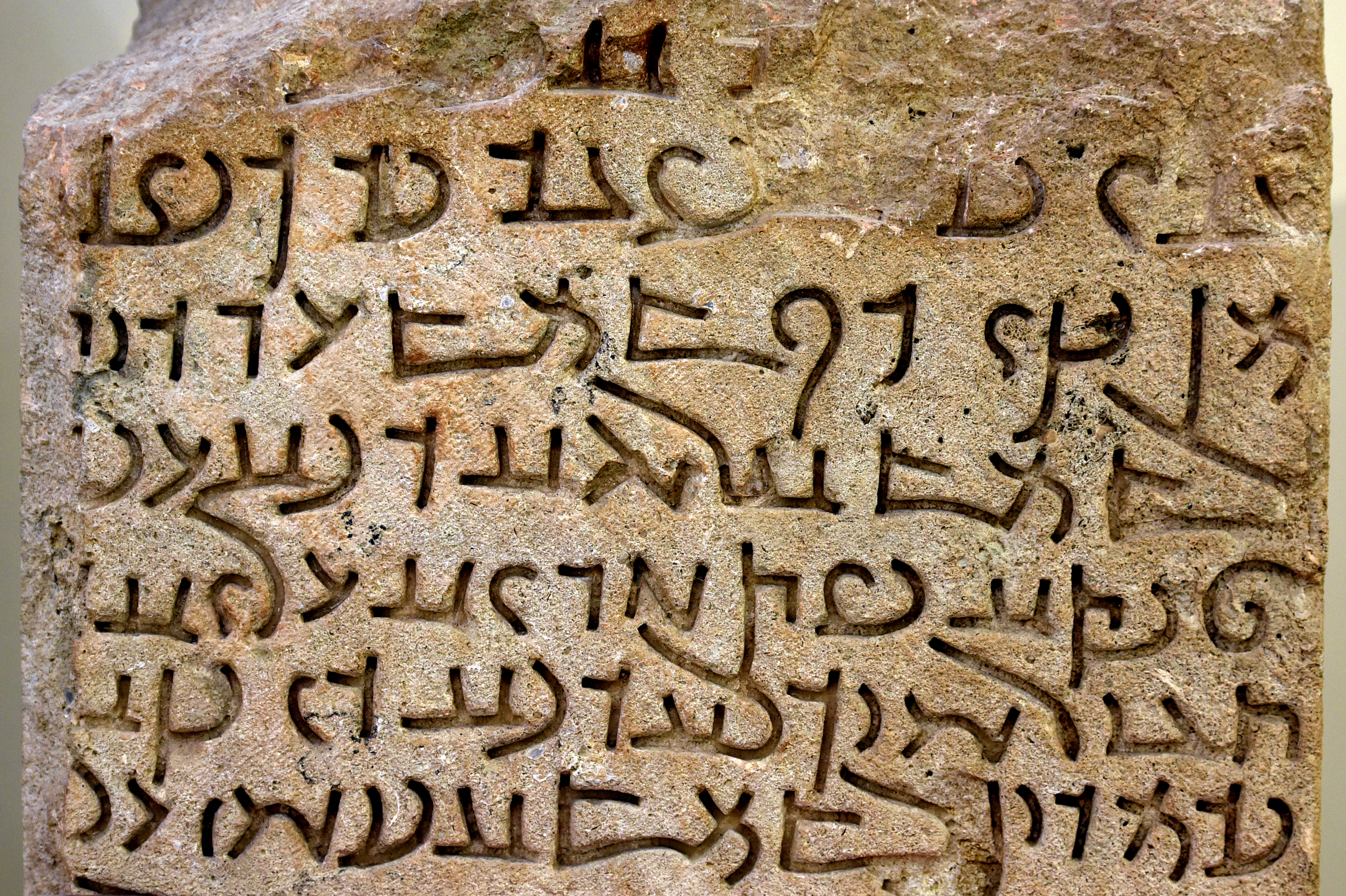
Détail d'une inscription en alphabet araméen de Hatra. Musée national d'Irak.

Les monuments et objets d'arts de Hatra comportaient des inscriptions gravées, incisées ou peintes sur des blocs de pierre, reliefs, socles de statues. Environ 500 ont été identifiées sur le site, et sont approximativement datées du IIe siècle ; seules 26 ont pu être datées avec exactitude car elles indiquaient les années dans la computation séleucide.
Ces textes sont rédigés en alphabet araméen, langue dominante en Mésopotamie du Nord depuis la fin de l'Empire assyrien, au VIIe siècle av. J.-C. Il s'agit plus précisément d'une version orientale de l'araméen dont d'autres se retrouvent, pour cette même époque, sur les sites voisins d'Assur, Qabr Abu-Naïf et dans la région de Tikrit un peu plus au sud. Leur graphie est également très proche d'inscriptions de sites d'Arménie (Garni). Les inscriptions de Syrie, notamment celles de Palmyre et celles en syriaque, relèvent d'une tradition occidentale différente. L'alphabet de Hatra comprend 22 lettres, est de type consonantique et se lit de droite à gauche, comme la plupart des autres alphabets sémitiques,. Les inscriptions sont plus ou moins soignées : celles de type « monumental », moins nombreuses et émanant des plus hautes autorités de la ville sont les mieux exécutées, tandis que celles de type cursif ou « pseudo-monumental », plus courantes, le sont moins. Une poignée d'inscriptions en latin datent de la période finale de Hatra, lorsqu'elle abritait une garnison romaine.
Du point de vue typologique, « les inscriptions hatréennes peuvent être rassemblées en trois groupes selon le formulaire : simple, moyen, complexe. Parmi les premières on compte surtout les textes commémoratifs (« qu'on se souvienne de... en bien et en beauté »), qui parfois comportent la mention des divinités (« qu'on se souvienne en bien de... devant Notre-Seigneur l'Aigle »). Parmi les inscriptions dont le formulaire est moyennement articulé, il y a des textes gravés sur la base des statues (« Statue de Sanatrûq fils de Sanatrûq le maître de guerre qu'a érigé pour lui... ») parfois avec une datation (« ...au mois de Nisan de l'an 473... »). Il reste enfin un certain nombre de textes dont le formulaire est très articulé (par exemple les inscriptions concernant les lois de la ville) et les malédictions. » (R. Bertolino). Les textes commémoratifs sont les plus nombreux. Ce corpus, composé de brèves inscriptions, est essentiellement de type religieux, et renseigne donc prioritairement le panthéon de Hatra et quelques lois religieuses. Indirectement, l'étude des noms de personnes peut être effectuée d'après ces textes, confirmant le caractère pluriel de la civilisation locale (araméenne, arabe, iranienne) ; on y trouve également des titres officiels, les noms de quelques tribus, ainsi que des généalogies permettant d'identifier certaines familles. En revanche ces inscriptions ne sont pas d'un grand secours pour reconstituer l'histoire politique de la ville.

### La religion

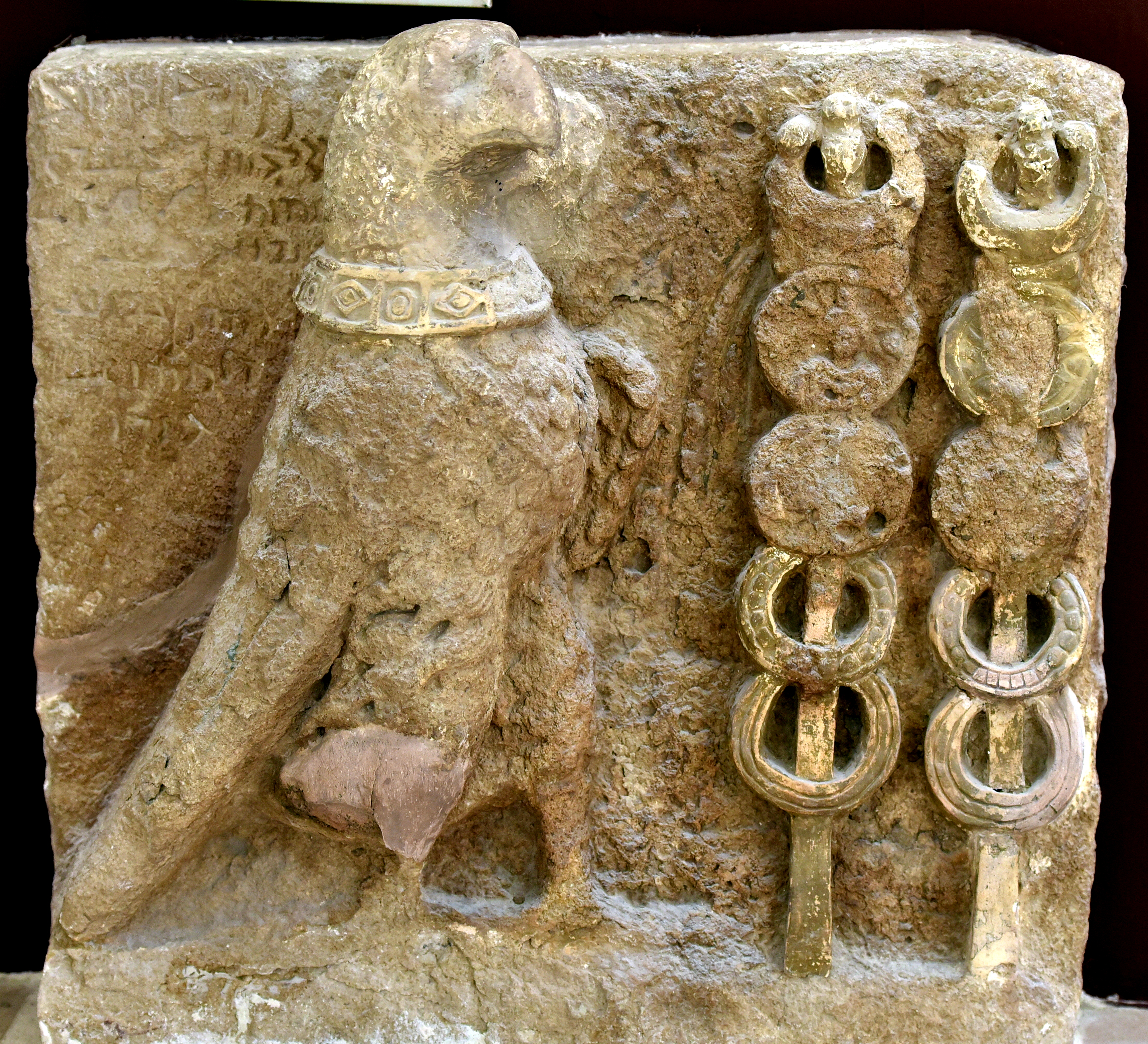
Aigle devant un étendard. Musée national d'Irak.

La religion de Hatra, connue par l'étude des inscriptions du site et grâce à son art et son architecture, a des origines diverses (mésopotamienne, syrienne, arabe, gréco-romaine, iranienne).

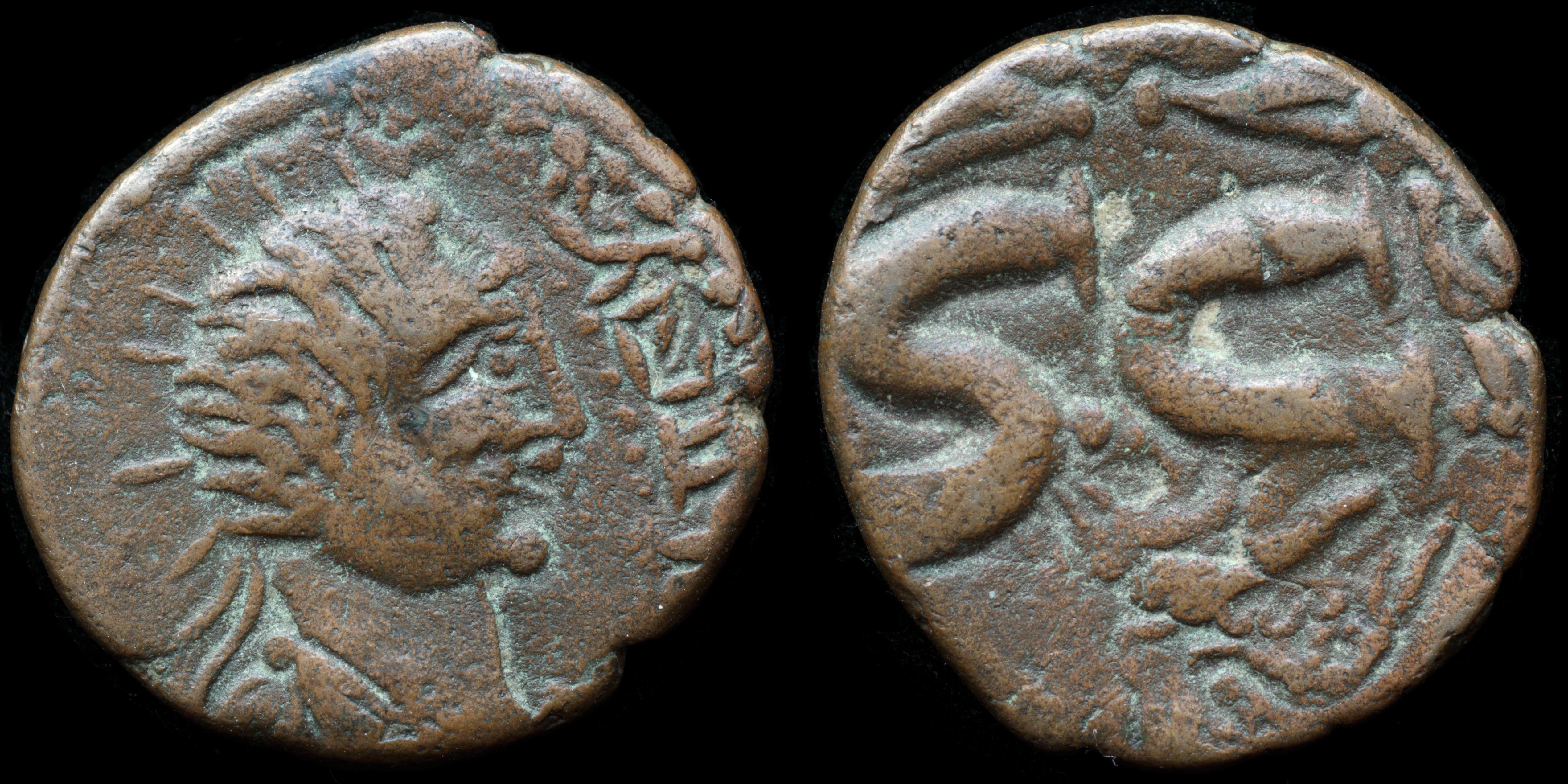
Pièce de monnaie Hatra : à l'avers, inscription « Hatra de Shamash ». Première moitié du II.

La divinité principale de Hatra est le Dieu-Soleil, šmš dans les inscriptions (littéralement « Soleil »), Shamash dans la religion mésopotamienne antique. Les pièces de monnaie de la ville la présentent comme « Hatra de Shamash » (ḥtrʾ d-šmš), c'est-à-dire l'« Enclos (sacré) du Soleil ». Ce dieu était probablement la divinité principale du complexe monumental dominant l'enceinte sacrée.
Les inscriptions de Hatra insistent surtout sur le culte dédié à une triade constituée de Maren (mrn) « Notre Seigneur », Marten (mrtn) « Notre Dame » et Bar-Maren (br-mrjn) « Fils de Notre Seigneur ». Cette triade constituée d'un couple et de son fils est inconnue ailleurs et constitue donc une originalité de Hatra. La question de savoir s'il faut identifier « Notre Seigneur » comme une épithète de Shamash reste en suspens : certaines inscriptions semblent indiquer que oui, d'autres semblent au contraire les distinguer,. Le dieu Aigle (nšrʾ, Nishra), dont parlent certaines inscriptions, semble être associé à Maren et à la fonction royale.
Les autres divinités attestées par les inscriptions sont bien connues par ailleurs, notamment à Palmyre, et sont d'origines diverses. Un des temples importants de la ville, érigé sous Sanatrûq et Abdsamya, est ainsi dédié à Allat (littéralement « la Déesse »), déesse d'origine arabe, représentée sur des bas-reliefs de l'édifice consacré à une fête qui lui était dédiée, au cours de laquelle le souverain lui rendait hommage. Shahiru, dieu de l'Aurore ou de la Lune, est également présent dans plusieurs inscriptions. En ce qui concerne les divinités syriennes, la ville disposait de lieux de culte dédiés à Baal-Shamin, le « Seigneur des Cieux », et à la déesse Atargatis (la « Déesse syrienne » des auteurs grecs et romains, à rapprocher des déesses ouest-sémitiques comme Astarté, Anat ou Asherat). En ce qui concerne les divinités mésopotamiennes, on trouve en particulier Nergal, le dieu des Enfers, assimilé à Héraclès par les Grecs et Romains, qui semble aussi avoir eu à Hatra une fonction de protecteur des portes, temples et maisons. Se trouvent également un lieu de culte dédié au dieu-scribe Nabû et à la déesse Nannai, ainsi qu'une attestation d'une prêtresse de la déesse Ishtar d'Arbelès, une des principales déesses de l'ancienne Assyrie, et peut-être aussi un nom de personne mentionnant le dieu Assur,.
Les aspects concrets du culte dédié à ces divinités sont mal connus. Les inscriptions indiquent plusieurs fonctions sacerdotales, notamment des prêtres (kmrʾ, terme araméen ; hdrptʾ terme d'origine iranienne désignant un prêtre du feu) ainsi que des économes de temples (rbytʾ), chargés des aspects logistiques du culte. Il existait des femmes prêtres, telles celles consacrées à la déesse Ishtar. Les indications sur les pratiques cultuelles proviennent de l'étude de l'architecture des bâtiments identifiés comme des temples, notamment des autels qui ont dû servir pour des sacrifices et des libations, ainsi que des banquettes des grands iwans et de certains temples ayant dû servir lors de banquets rituels (traditionnellement liés au culte ancestral en Mésopotamie et en Syrie antiques). Concernant les autres pratiques religieuses, comme la divination, certains graffitis semblent être des horoscopes, et des inscriptions renvoient à la communication entre dieux et hommes par le biais de rêves (oniromancie).

### L'art
L'art de Hatra est constitué essentiellement de sculptures : bas-reliefs sur les murs des monuments, stèles et statues. Il s'agit d'un ensemble de documents essentiels pour la connaissance de l'art de la Mésopotamie à l'époque parthe.
Les monuments de Hatra étaient richement ornés. Des motifs floraux ornaient ainsi leur chapiteaux (souvent corinthiens, comme dans le Grand temple) et architraves, témoignant d'une forte inspiration gréco-romaine. Des sculptures de personnes se trouvaient sur les voûtes des grands iwans. Leurs linteaux portaient des scènes plus complexes avec des animaux fantastiques : combat de centaures, monstres marins, griffons. Le temple d'Allat a, quant à lui, livré un bas-relief représentant la déesse montée sur un chameau, faisant son entrée dans la ville, ce qui renvoie peut-être à un rituel religieux,.

Décorations sculptées sur les murs des temples de Hatra.
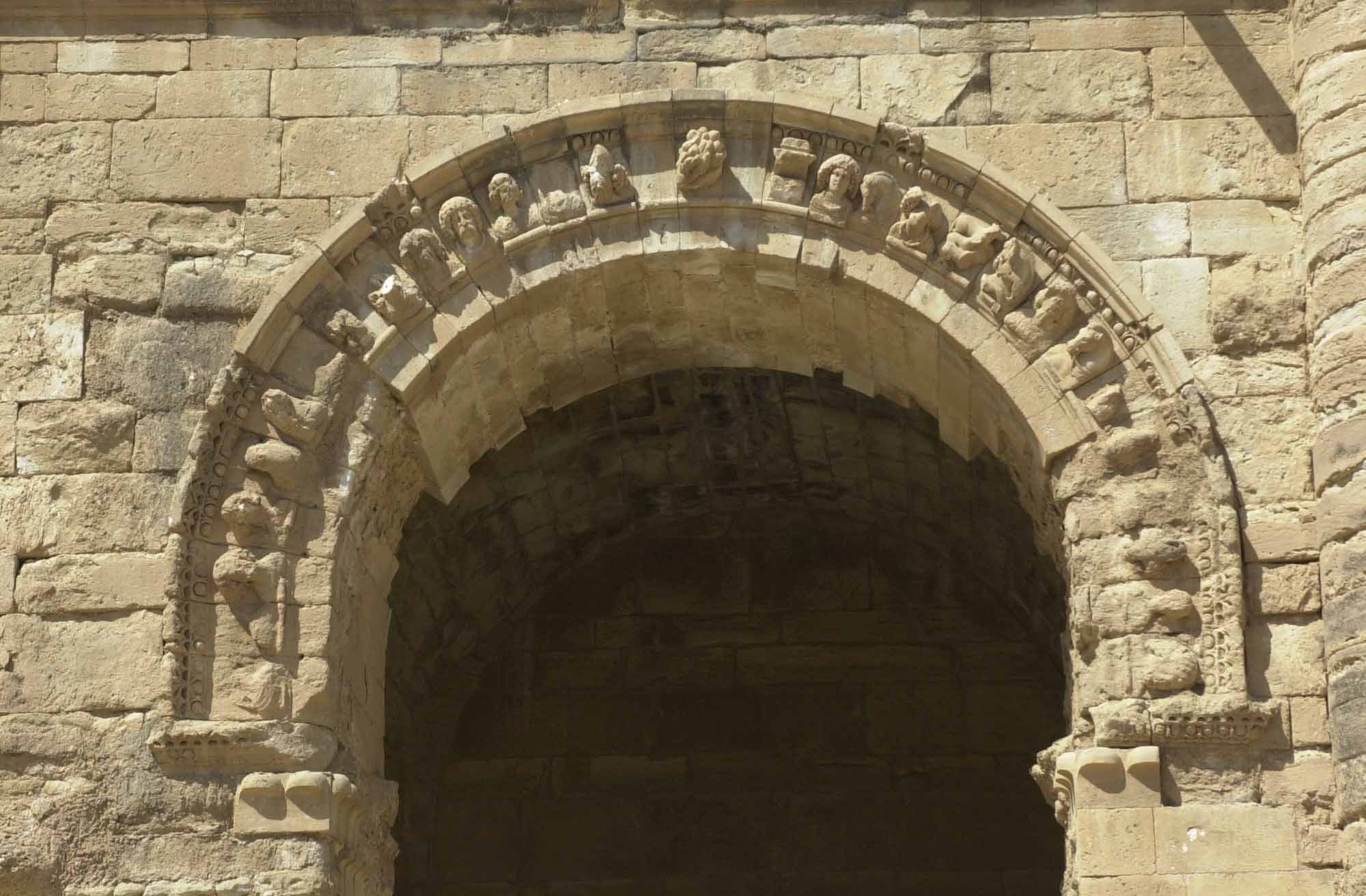
Voûte décorée de personnages. Arcade d'un iwan latéral du temple de la Triade.
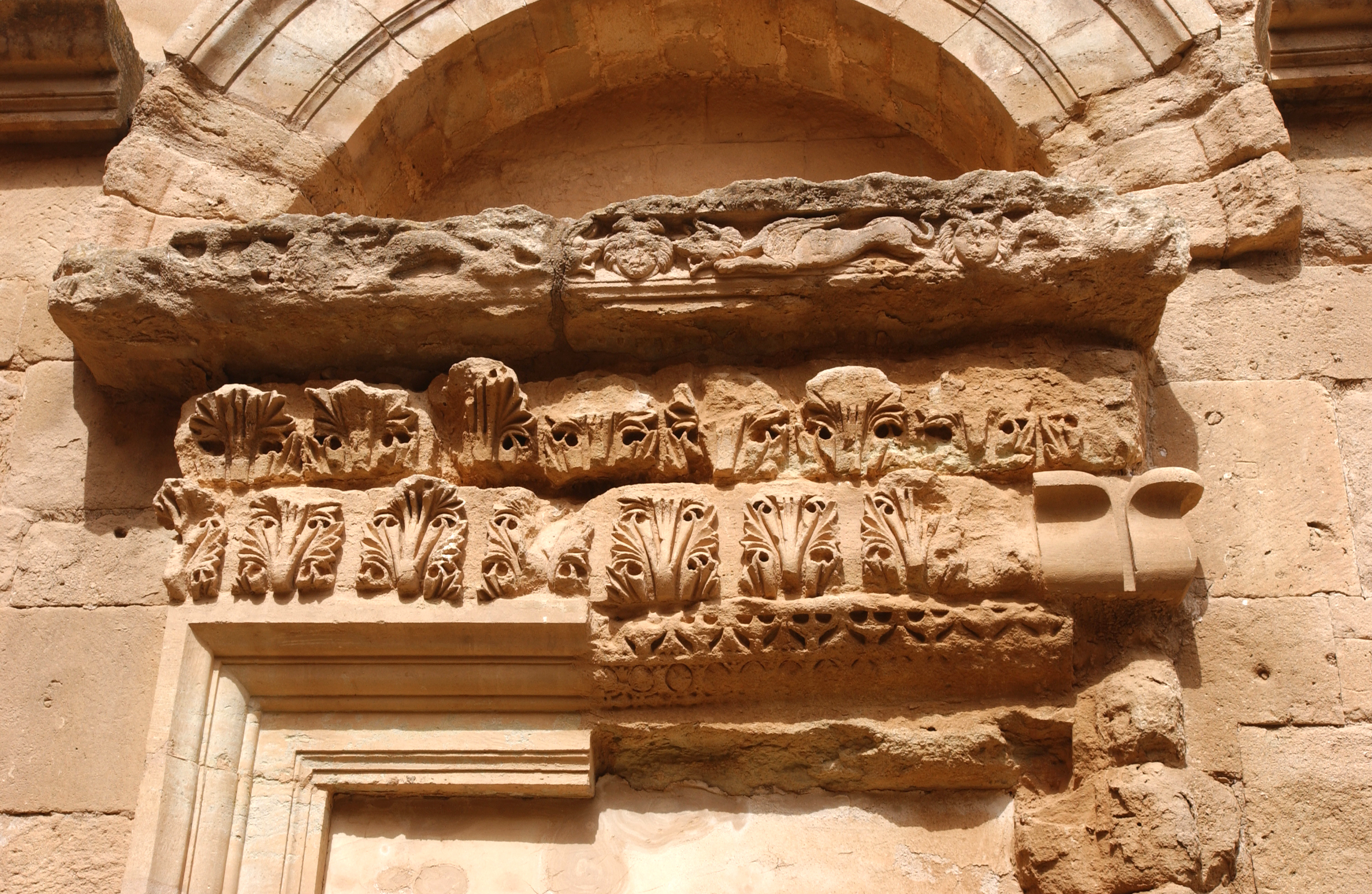
Linteau décoré de motifs floraux et d'animaux fantastiques.
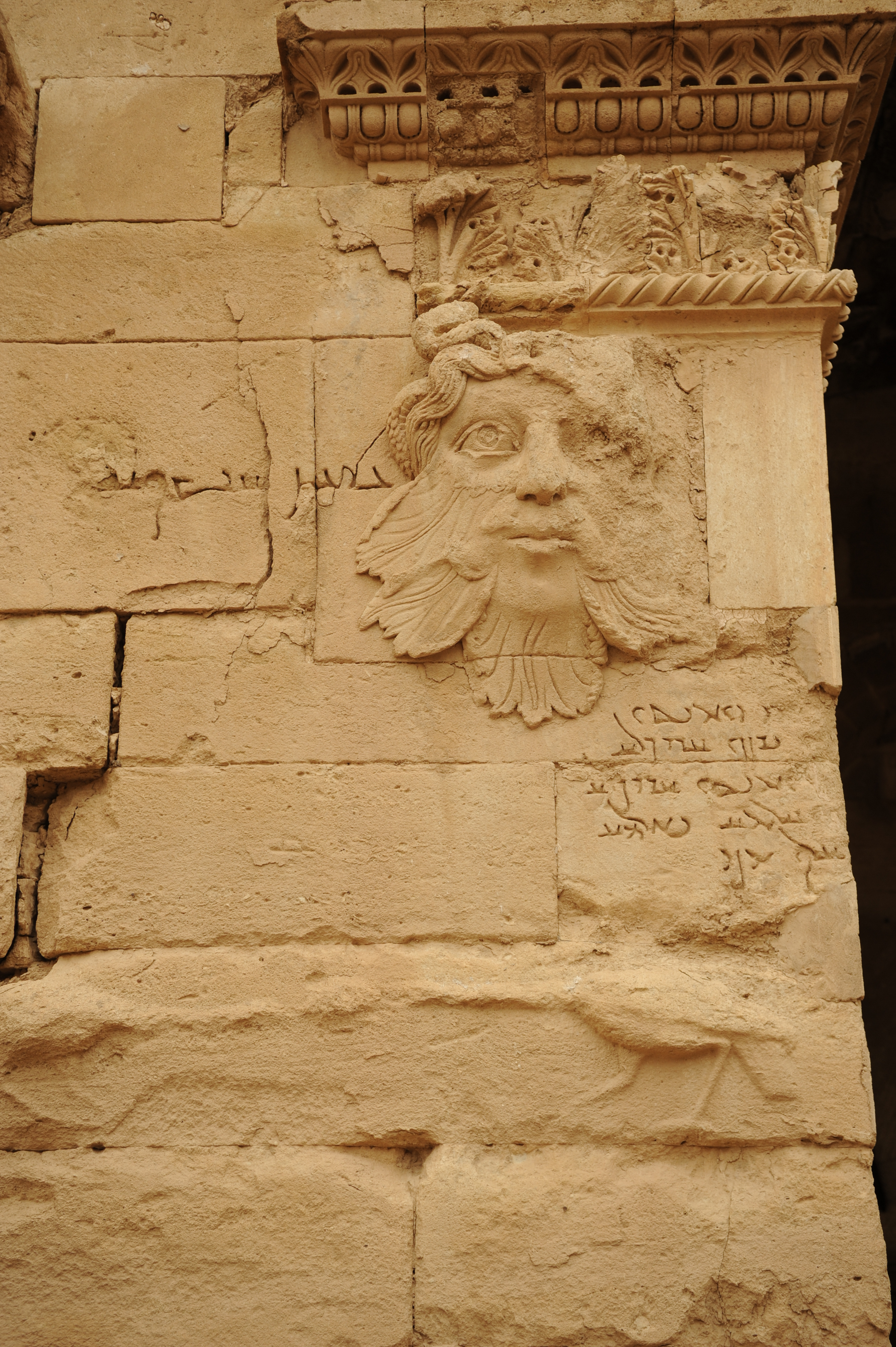
Tête d'un personnage sur un des murs du Grand temple.
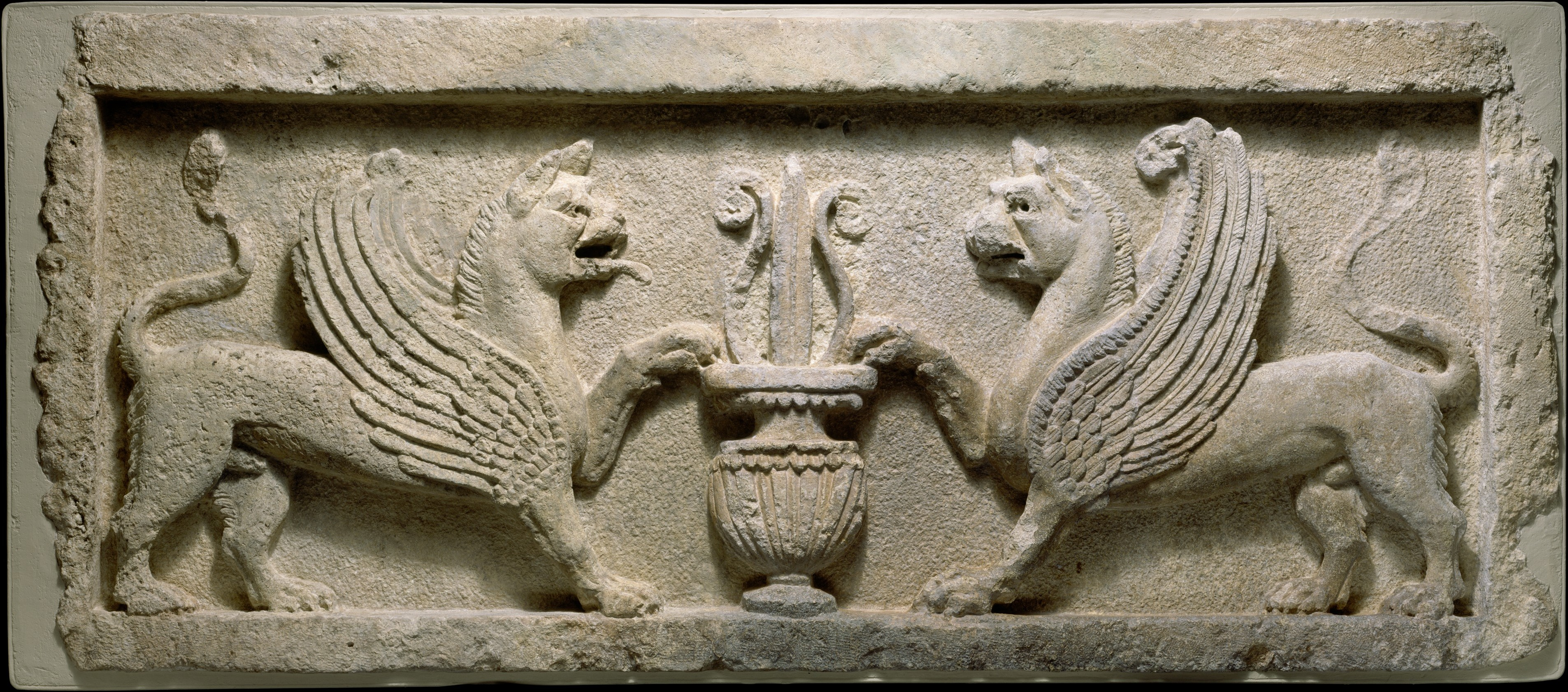
Linteau représentant des griffons-lions, originellement sur le Grand temple, Metropolitan Museum.
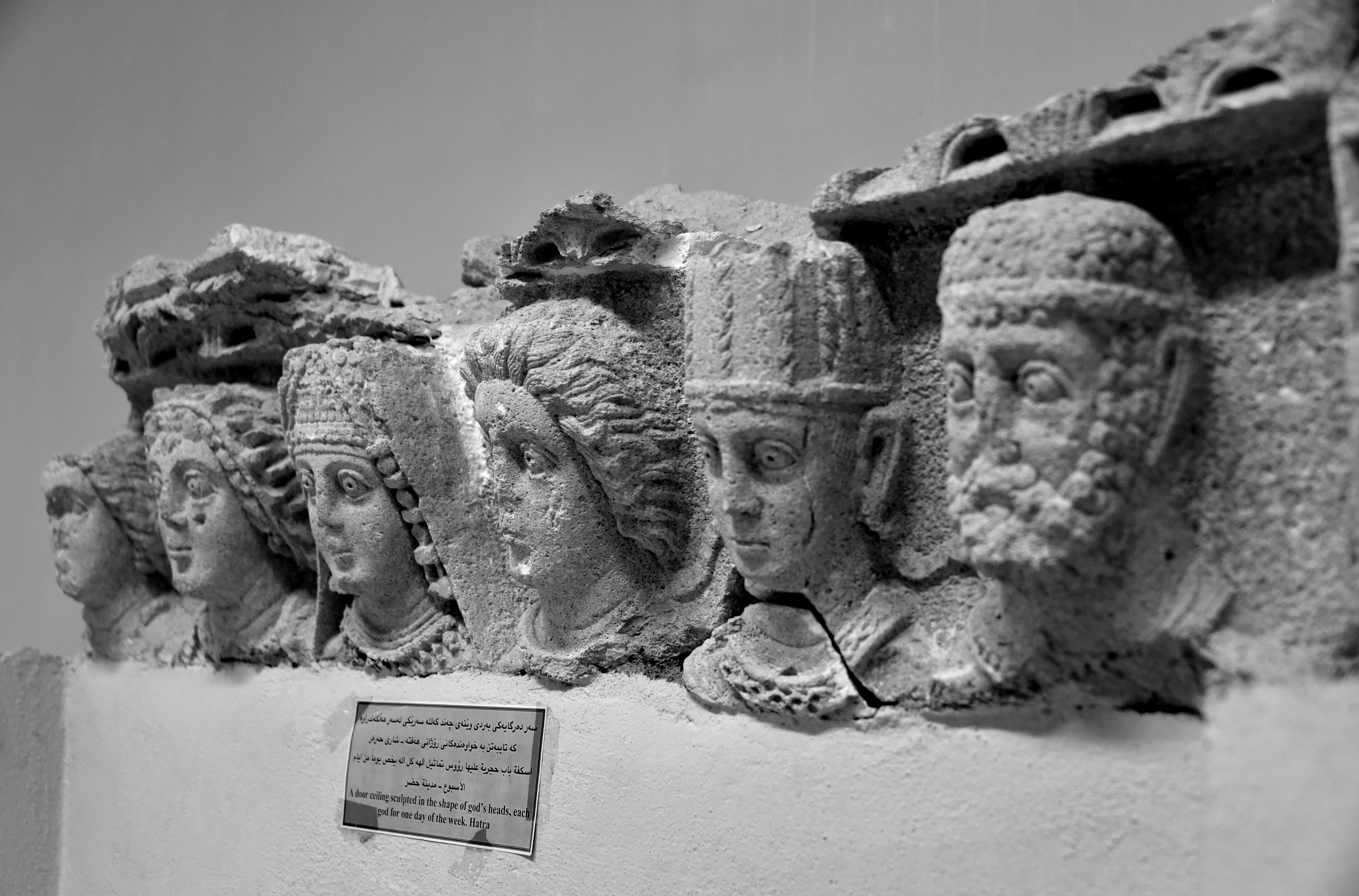
Linteau de porte décoré de têtes sculptées de divinités. Musée de Sulaymaniyah.

De nombreuses autres statues ainsi que des bas-reliefs mis au jour dans les sanctuaires représentent des divinités. Ils sont taillés dans du calcaire ou de l'albâtre, pierres extraites localement. Leur petite taille indique qu'il s'agit en général d'offrandes votives. Elles sont souvent inscrites, ce qui permet d'identifier la divinité représentée et donc l'iconographie divine de Hatra. Le Dieu-Soleil est ainsi représenté en général sous l'aspect d'un jeune homme glabre, portant deux cornes, avec des rayons de soleil émanant de sa tête. Bar-Maren, plus souvent attesté, a une apparence similaire, vêtu en général d'une tunique à manches courtes richement décorée et maintenue autour de sa taille par une ceinture faite d'une pièce d'étoffe enroulée. Le dieu hatréen le plus représenté est Nergal-Héraclès, qui a la plupart du temps l'aspect d'un homme barbu, nu, appuyé sur un gourdin, iconographie traditionnelle du dieu grec. Nabû pourrait être représenté par la statue d'une divinité vêtue d'une cuirasse et portant une barbe rectangulaire de style assyrien, mise au jour dans le temple V. L'aigle, animal-attribut de Maren, est également souvent représenté. Des bas-reliefs sur des stèles et des autels représentent souvent un objet religieux important à Hatra, appelé samya, un étendard constitué d'un mât sur lequel sont accrochés des symboles religieux : un croissant de lune au sommet, des disques contenant un aigle, des bustes de divinité et des anneaux ornés.

représentations divines et religieuses de Hatra.
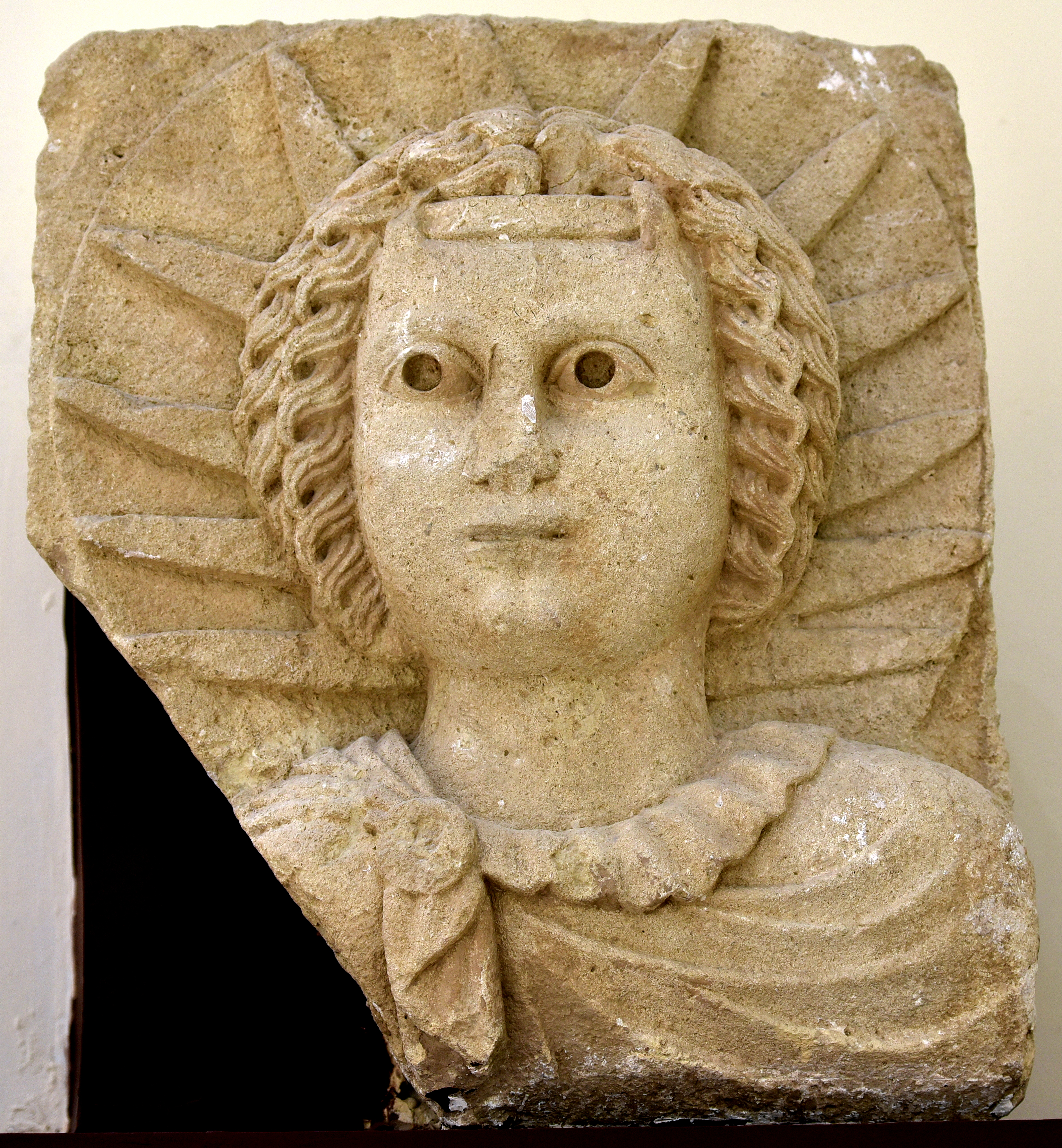
Représentation de Shamash. Musée national d'Irak.
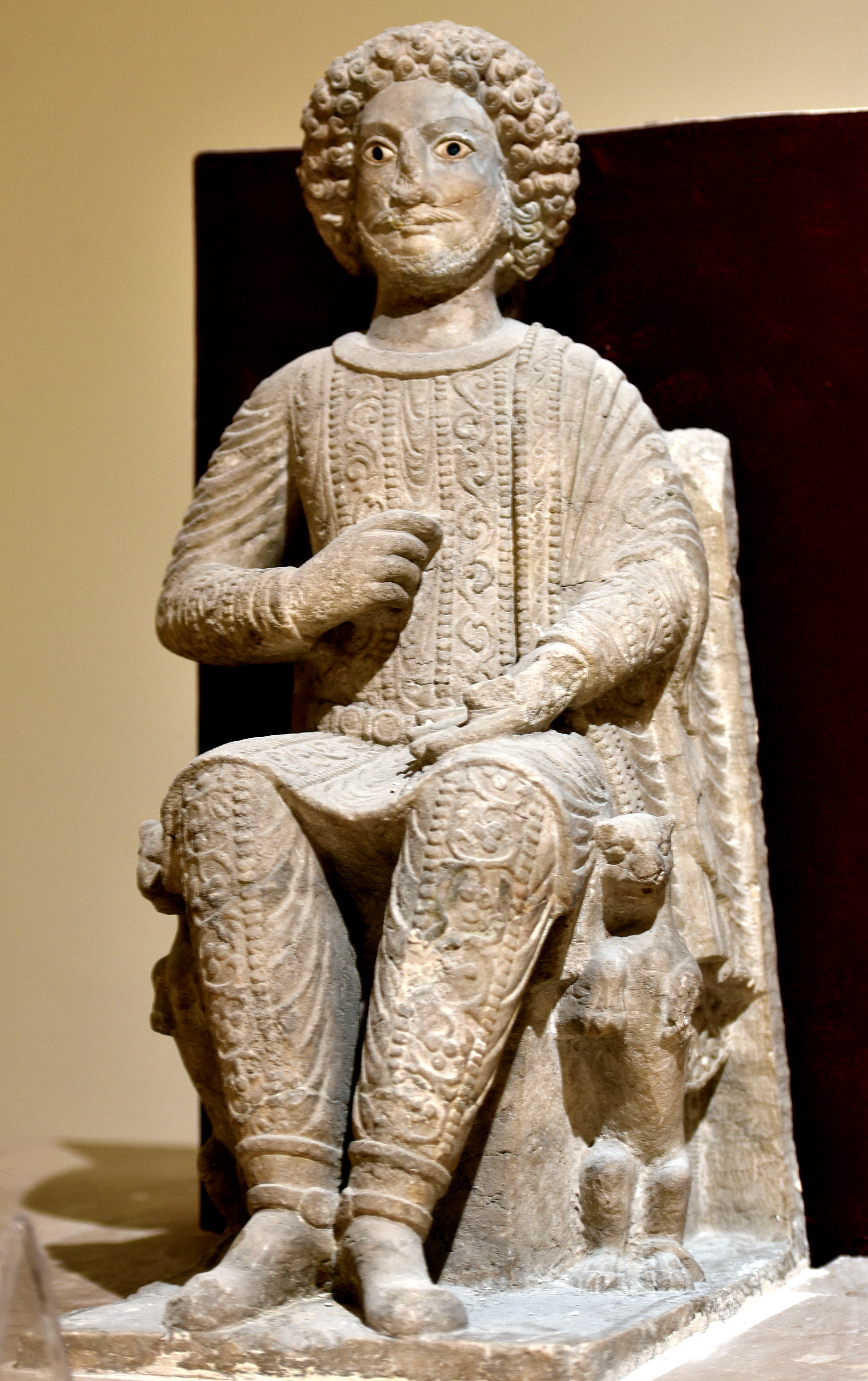
Statue d'un dieu sur son trône, vêtu à la manière des rois et princes de Hatra. Musée national d'Irak.
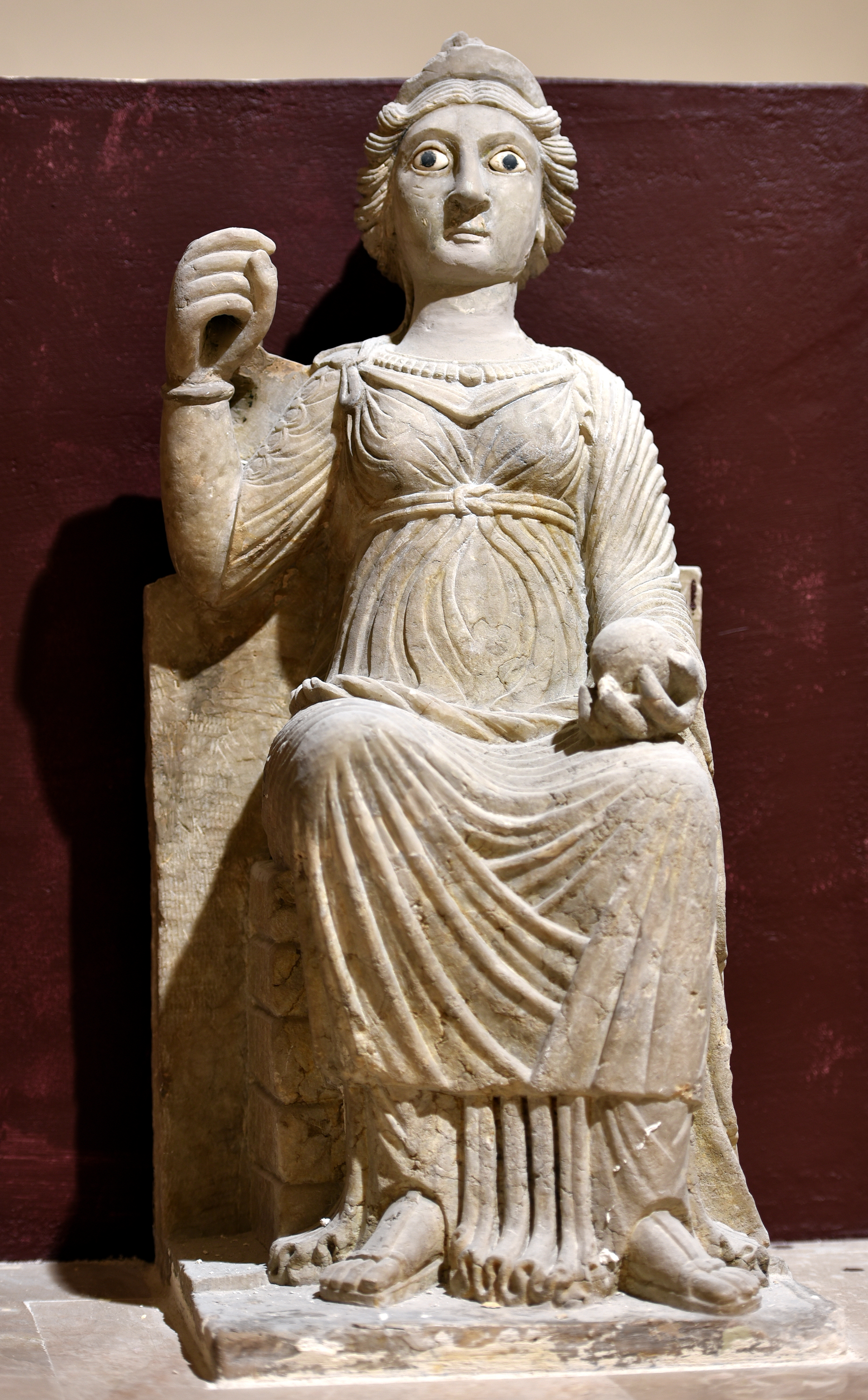
Statue d'une déesse sur son trône, tenant à l'origine un sceptre. Musée national d'Irak.
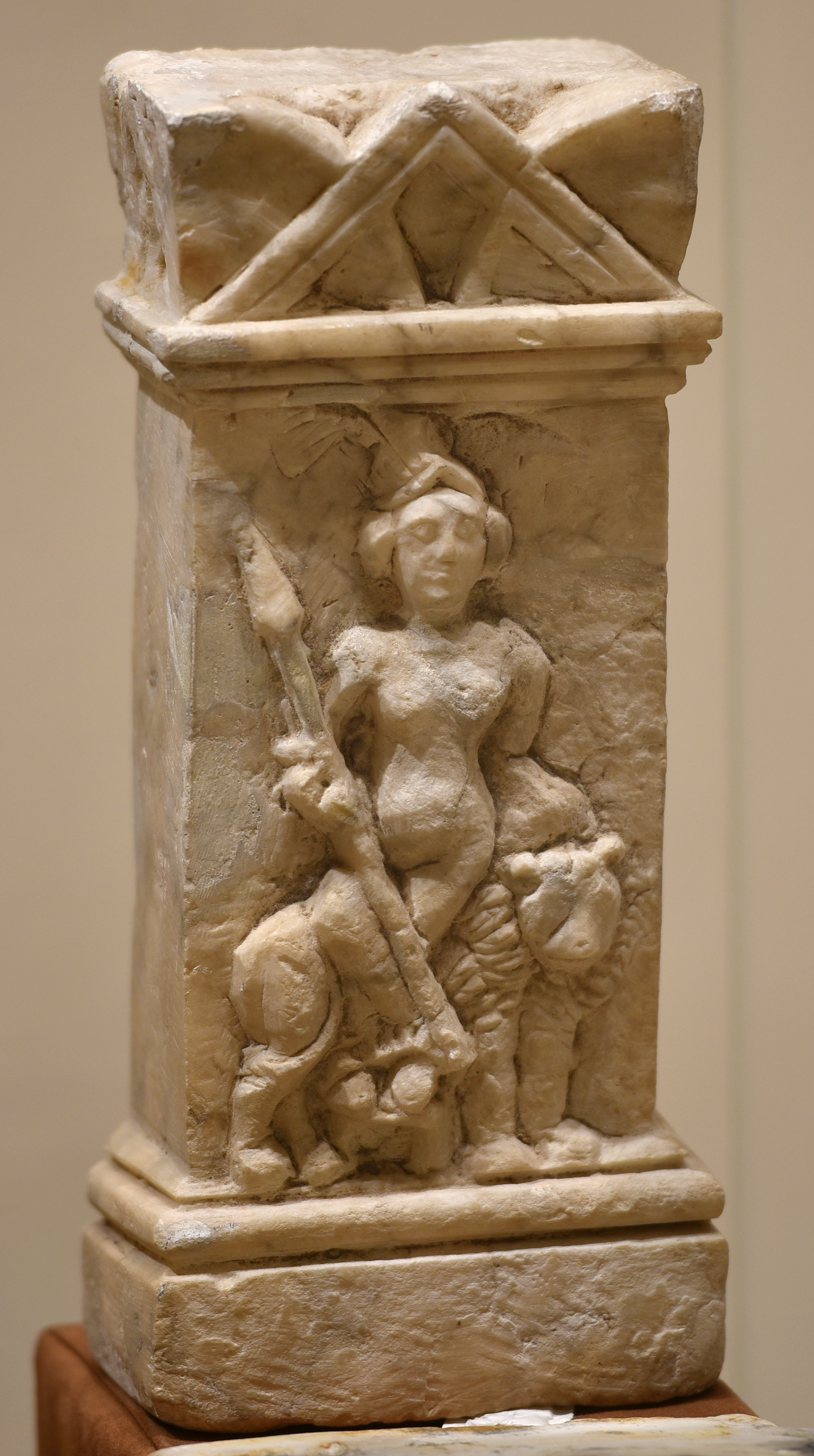
Brûleur à encens avec la déesse Allat sur un lion. Musée national d'Irak.
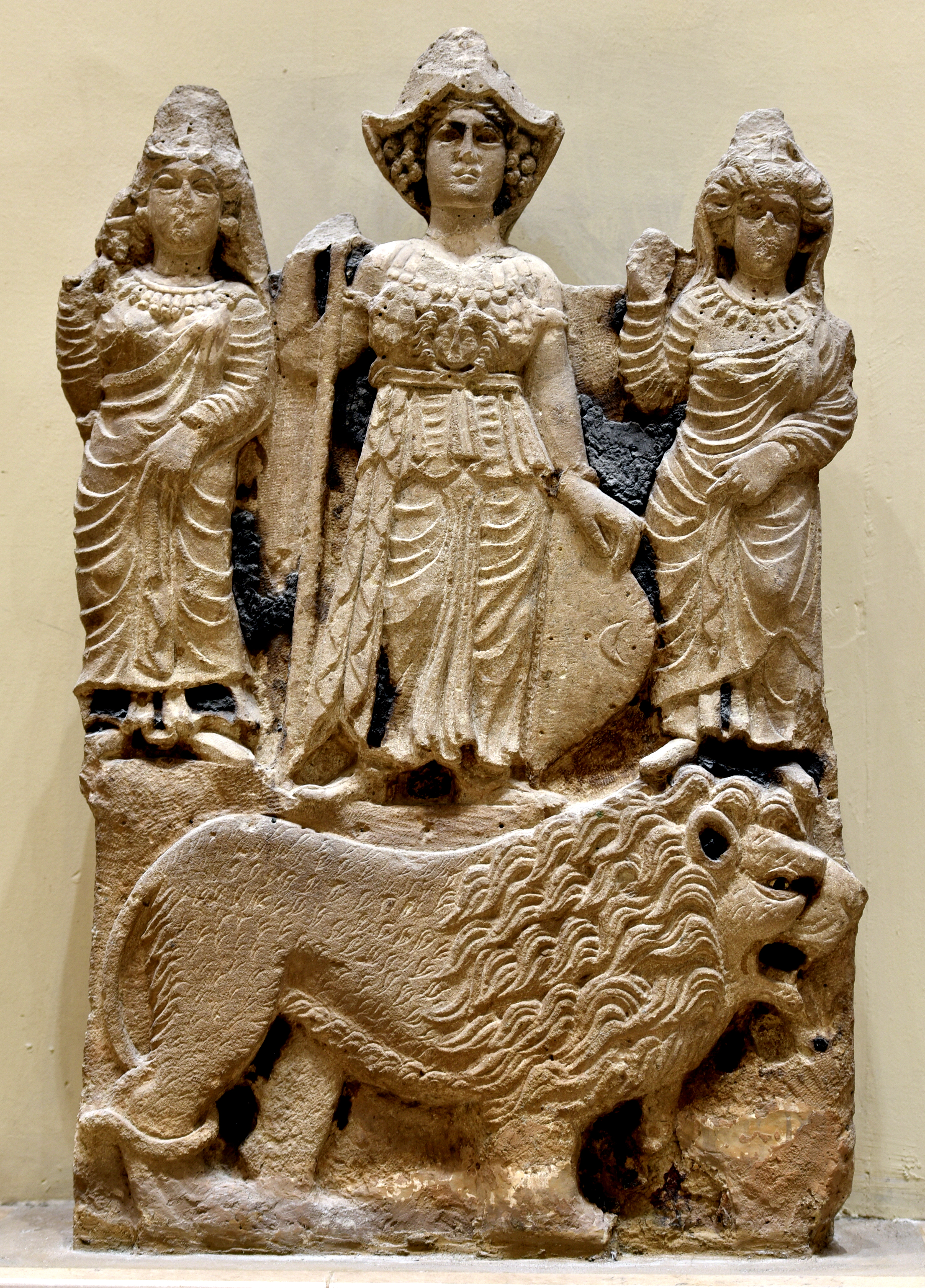
La déesse Allat accompagnée des déesses Manat et Al-Uzza. Musée national d'Irak.
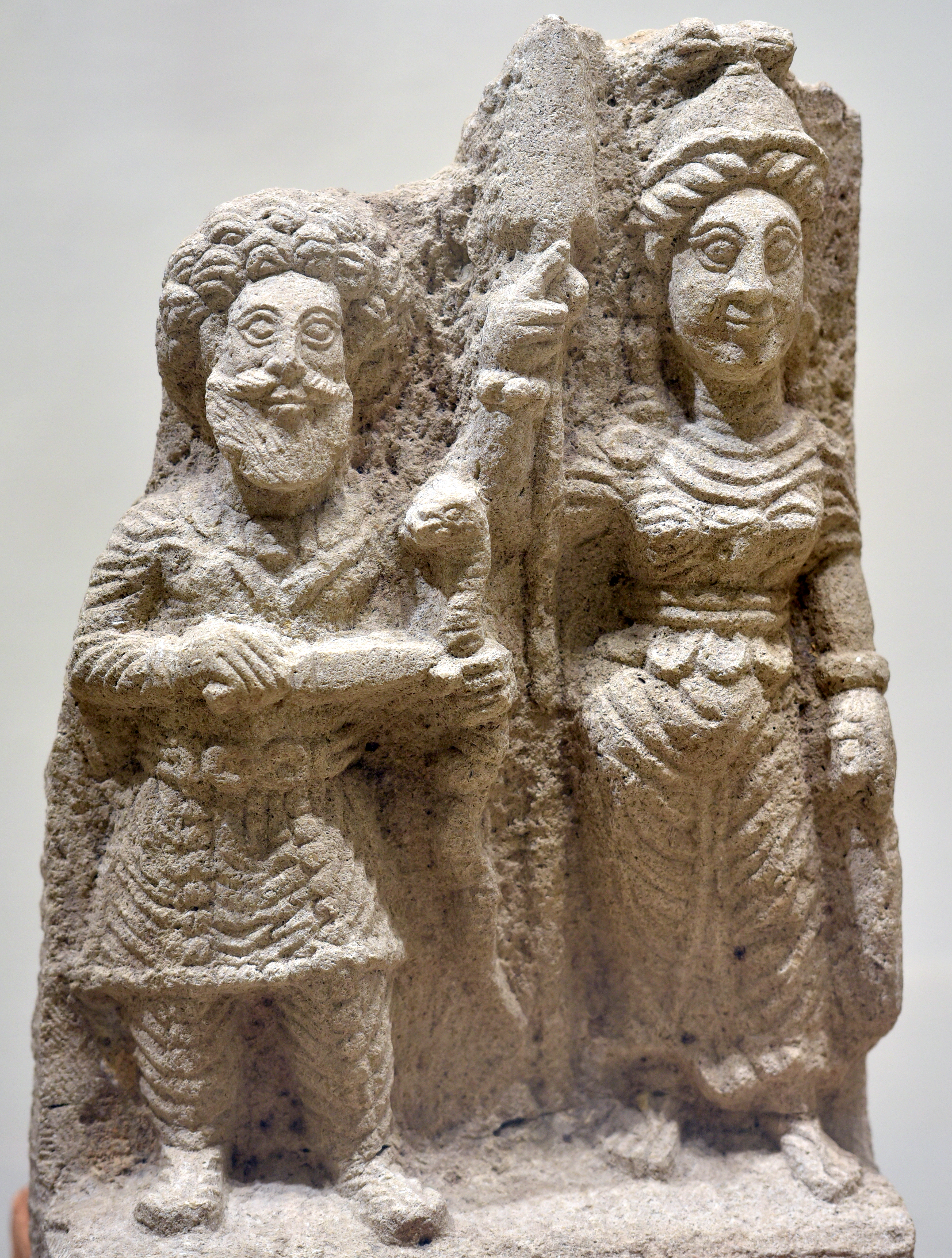
Allat et une divinité masculine. Musée national d'Irak.
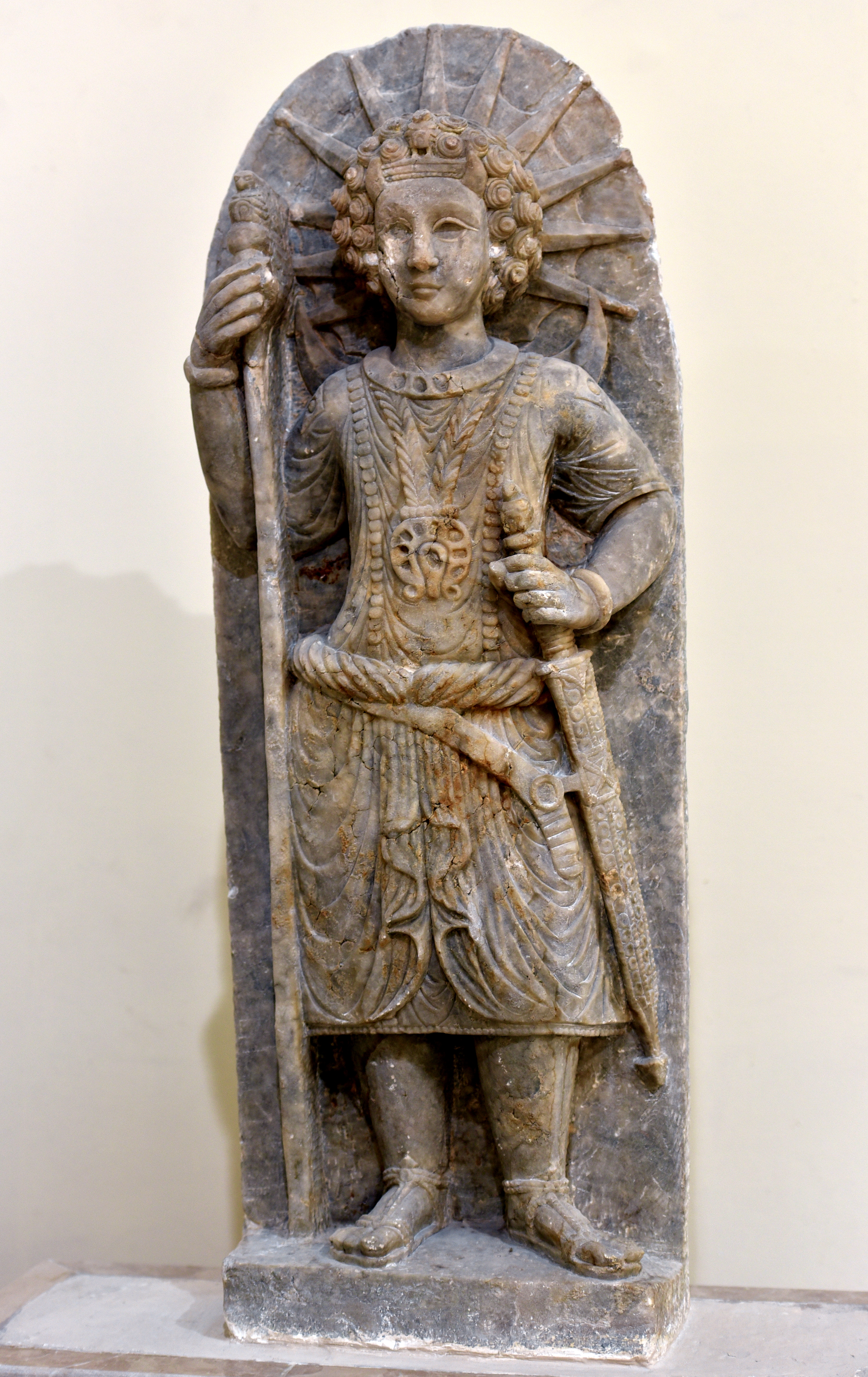
Le dieu Bar-Maren. Musée national d'Irak.
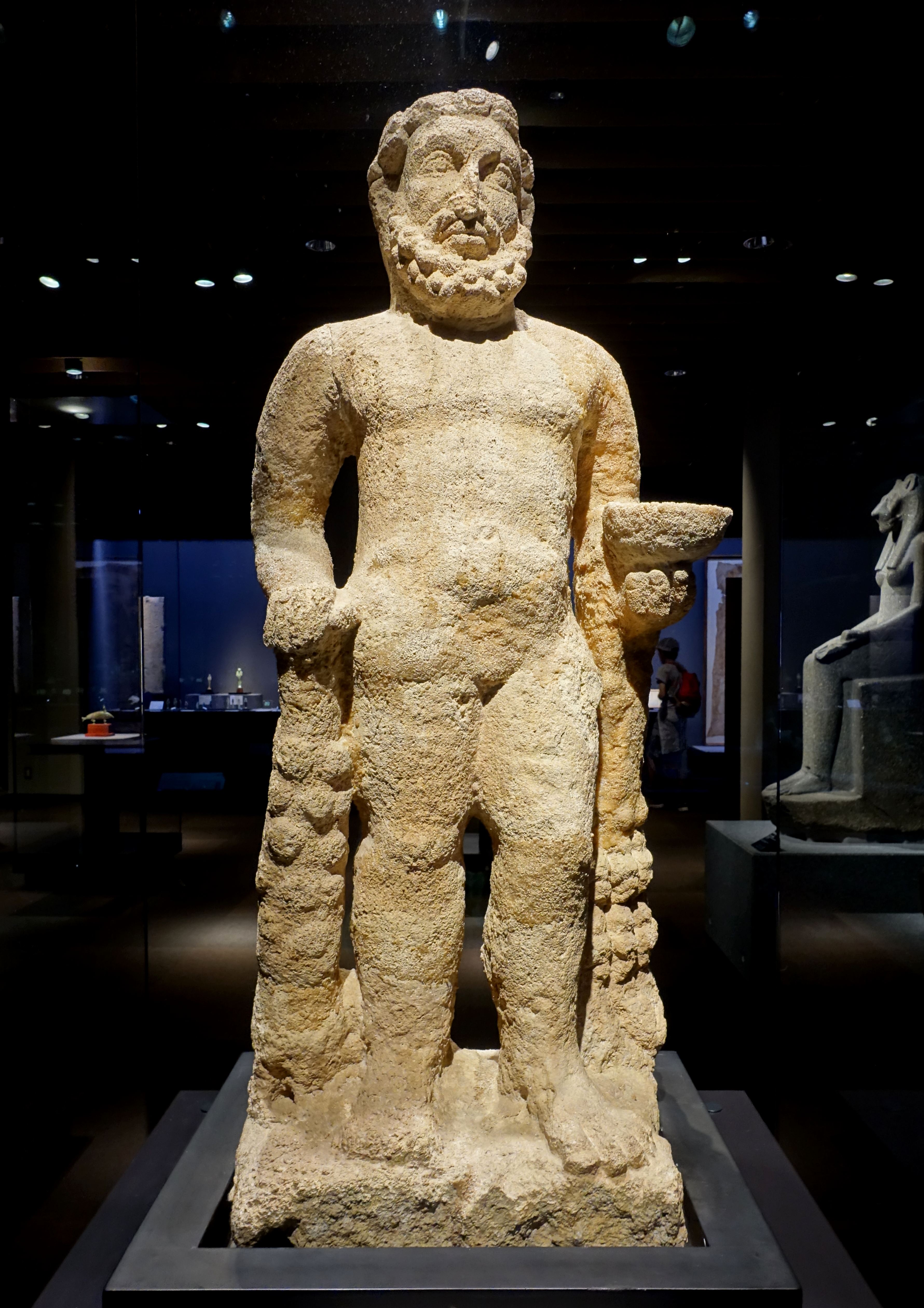
Statue représentant le dieu Nergal-Héraclès, sous son aspect courant à Hatra : homme barbu nu appuyé sur un gourdin. Musée national de Tokyo.
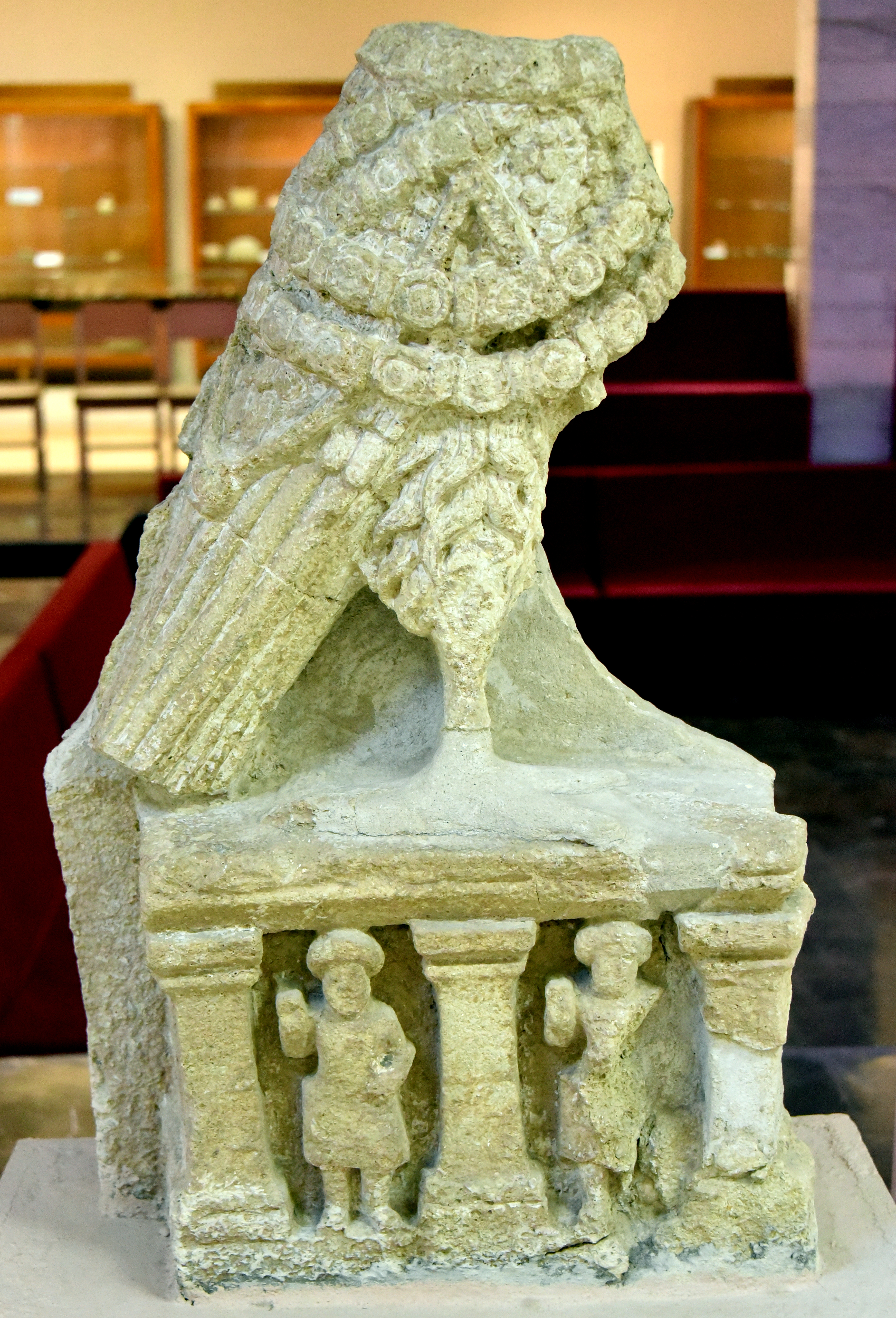
Sculpture d'un aigle perché sur un temple en modèle réduit, avec des hommes. Musée de Sulaymaniyah.
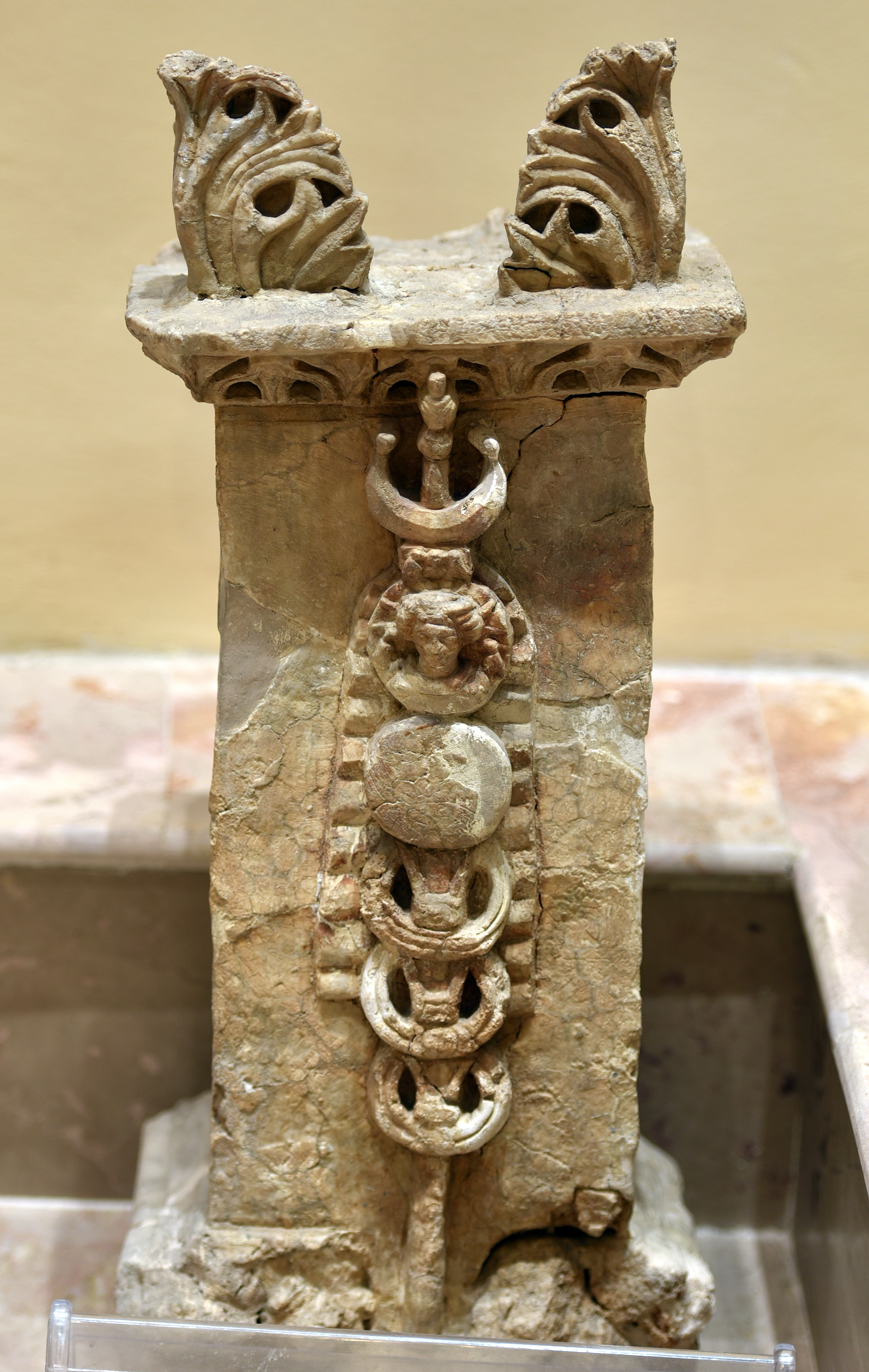
Brûleur d'encens avec une représentation de l'étendard samya. Musée national d'Irak.

Les statues représentant des personnages non divins sont généralement grandeur nature, voire plus, puisqu'elles font en moyenne 1,90 mètre de hauteur. Il s'agit manifestement de statues votives, puisqu'elles représentent souvent une personne en train de lever la main droite, geste de prière traditionnel en Mésopotamie : elles ont donc pour fonction de représenter le dédicant et de se substituer à lui dans le temple où elles étaient installées, apparemment sur des estrades. Ces statues utilisent des codes iconographiques qui permettent de distinguer clairement le rang de la personne représentée. Les rois sont ainsi revêtus d'une tunique à manches longues dite « parthe » richement décorée, maintenue par une ceinture à laquelle est souvent attachée une longue épée, un pantalon et des chaussures souples. Ils portent une coiffure caractéristique formant un grand bulbe, avec une tiare ou un diadème symbolisant leur royauté ; cette tiare est souvent orné d'un aigle, symbole du grand dieu de Hatra. Ils sont barbus, tandis que les princes, qui portent des vêtements similaires, sont glabres. Viennent ensuite les membres de l'élite sociale de Hatra : les prêtres, vêtus d'une longue tunique, pieds nus, et portant parfois un chapeau de forme conique. Les militaires, portant une longue épée et une grande cape, arborent parfois une coiffe ronde. Les « nobles », en fait un groupe dont la fonction ne peut être déterminée, portent en général une longue tunique et un pantalon, caractéristiques des élites de l'époque parthe. Les femmes sont peu représentées avec seulement treize statues connues. Elles sont vêtues d'une longue robe, sans ceinture, sur une tunique longue (chiton), et portent de hautes coiffes supportant un voile qui leur tombe dans le dos, ainsi que des bijoux, plus ou moins riches suivant leur rang social.

Statues humaines de Hatra.
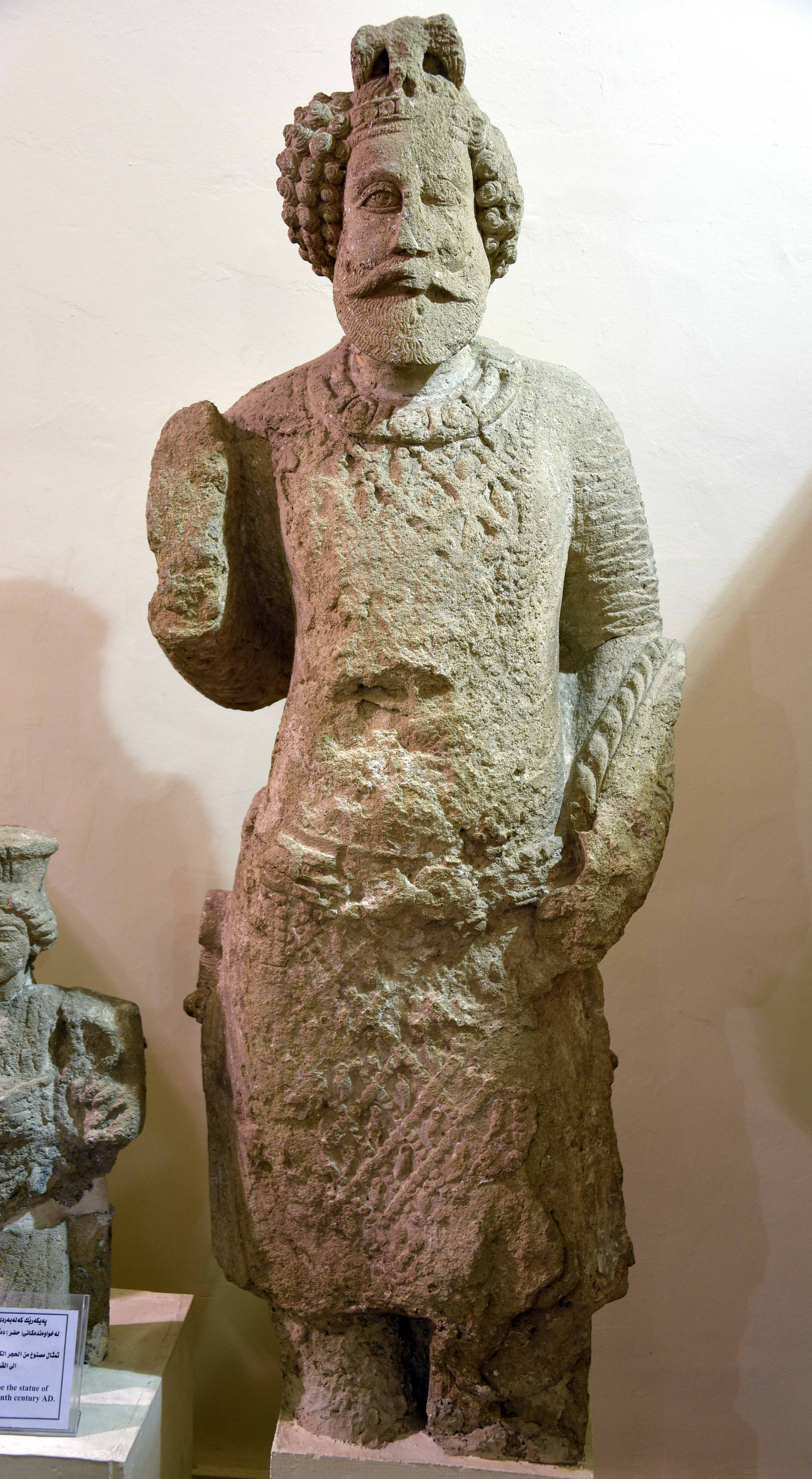
Statue du roi Sanatruq Ier Musée national d'Irak.
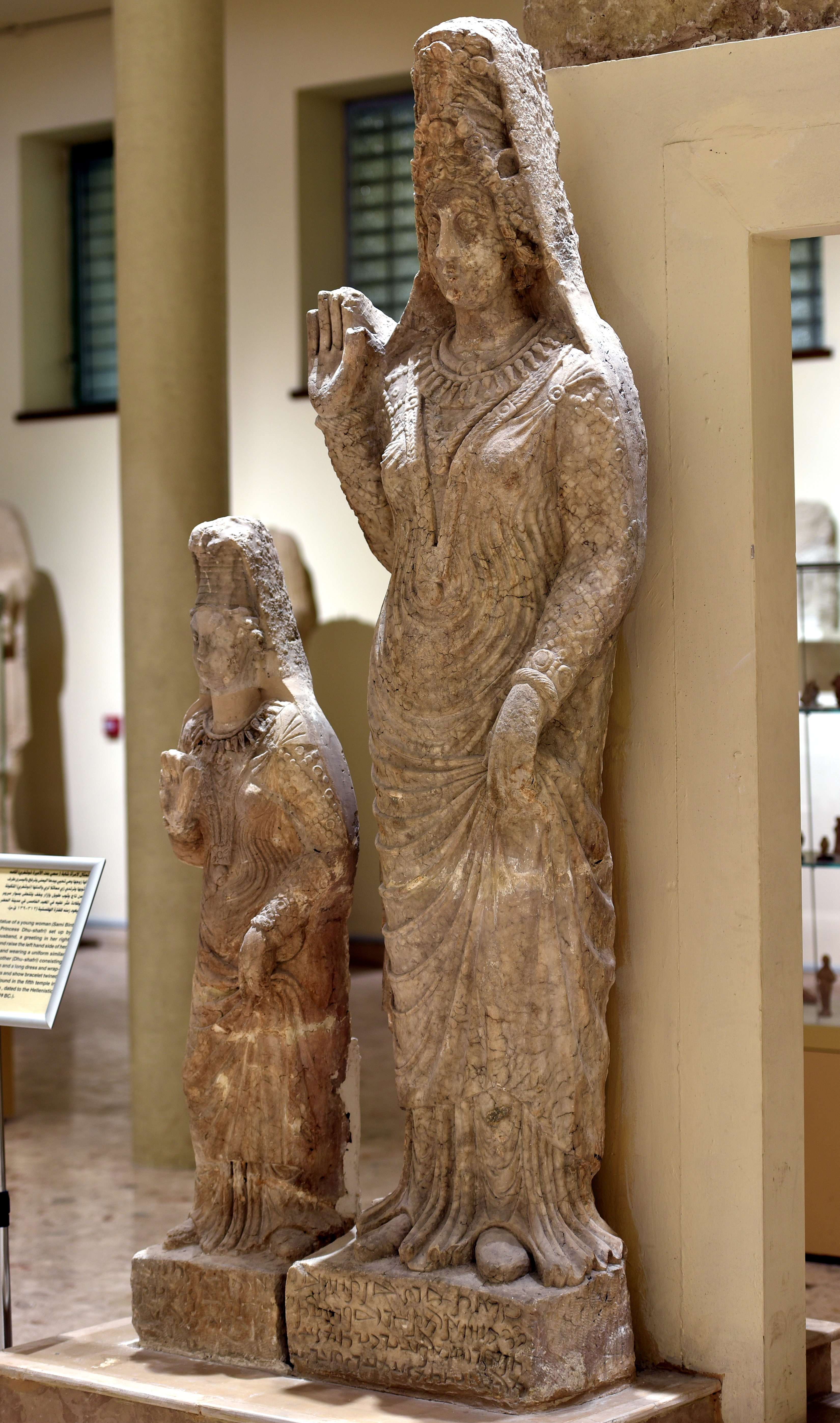
Statues de la princesse Doshafri, fille de Sanatruq Ier, et de sa fille Simi. Musée national d'Irak.
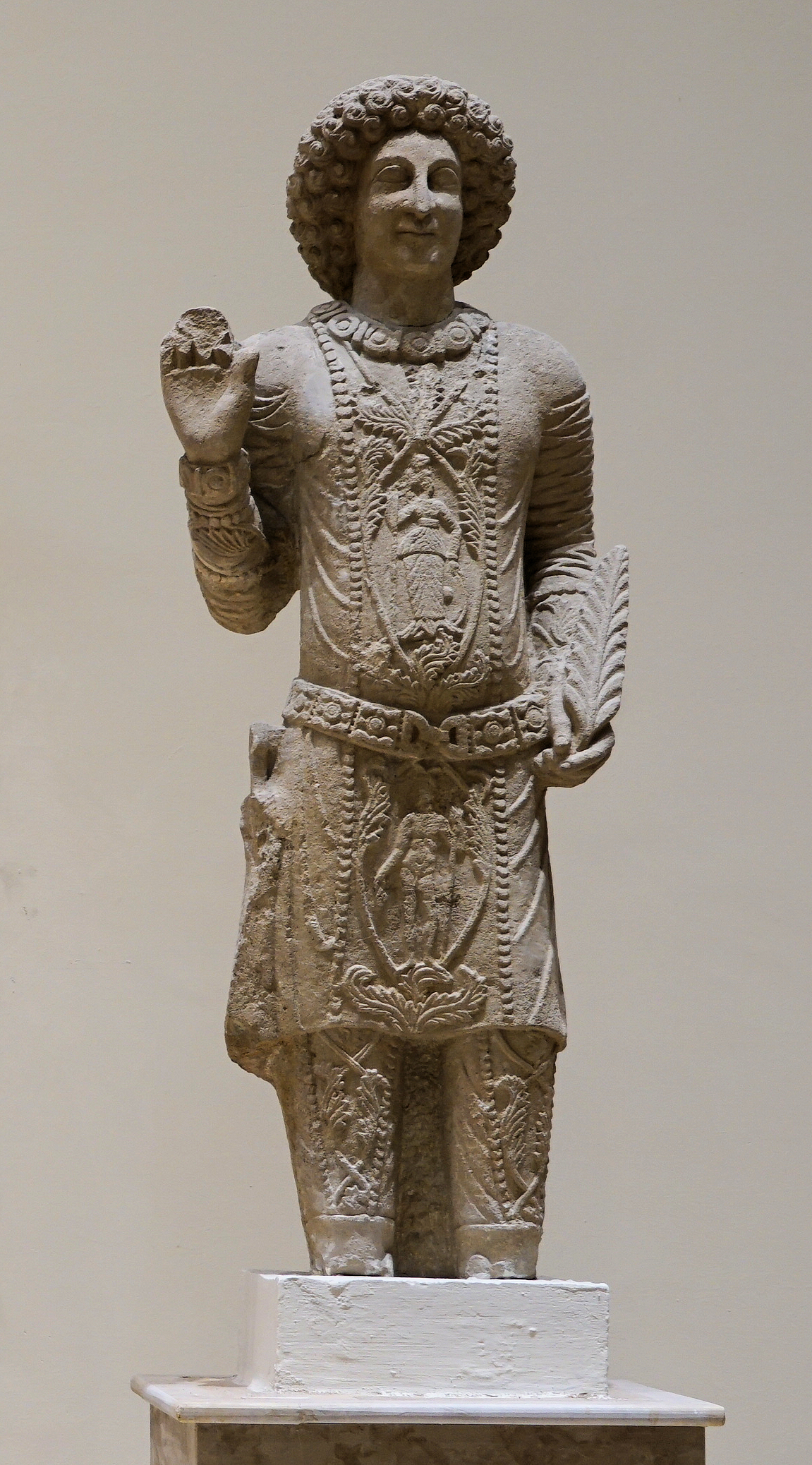
Statue d'Abdsimya, prince (et futur roi) de Hatra. Musée national d'Irak.
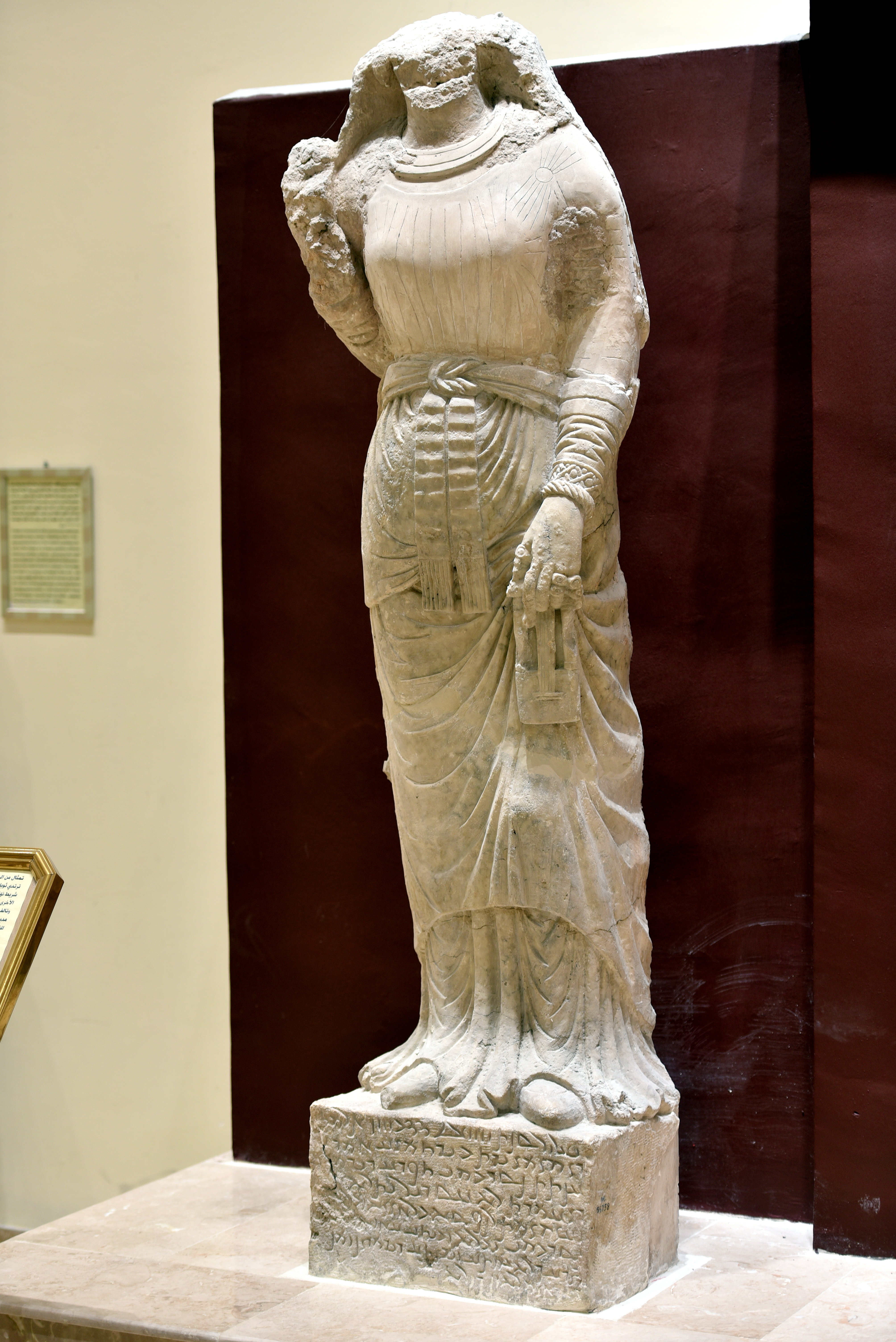
Statue acéphale de Qimi la fille d'Abdsimya, princesse de Hatra. Musée national d'Irak.
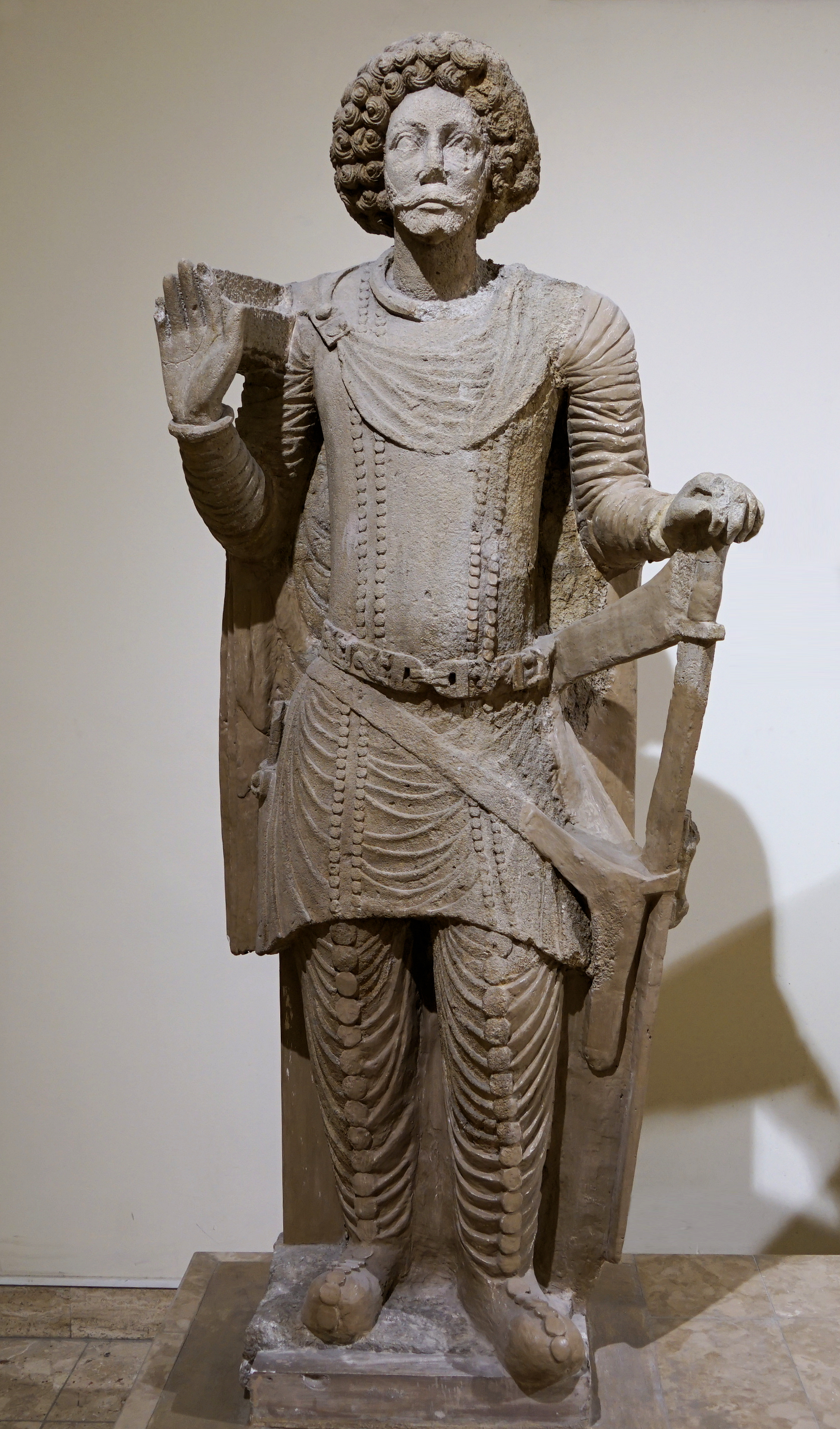
Statue de commandant militaire. Musée national d'Irak.
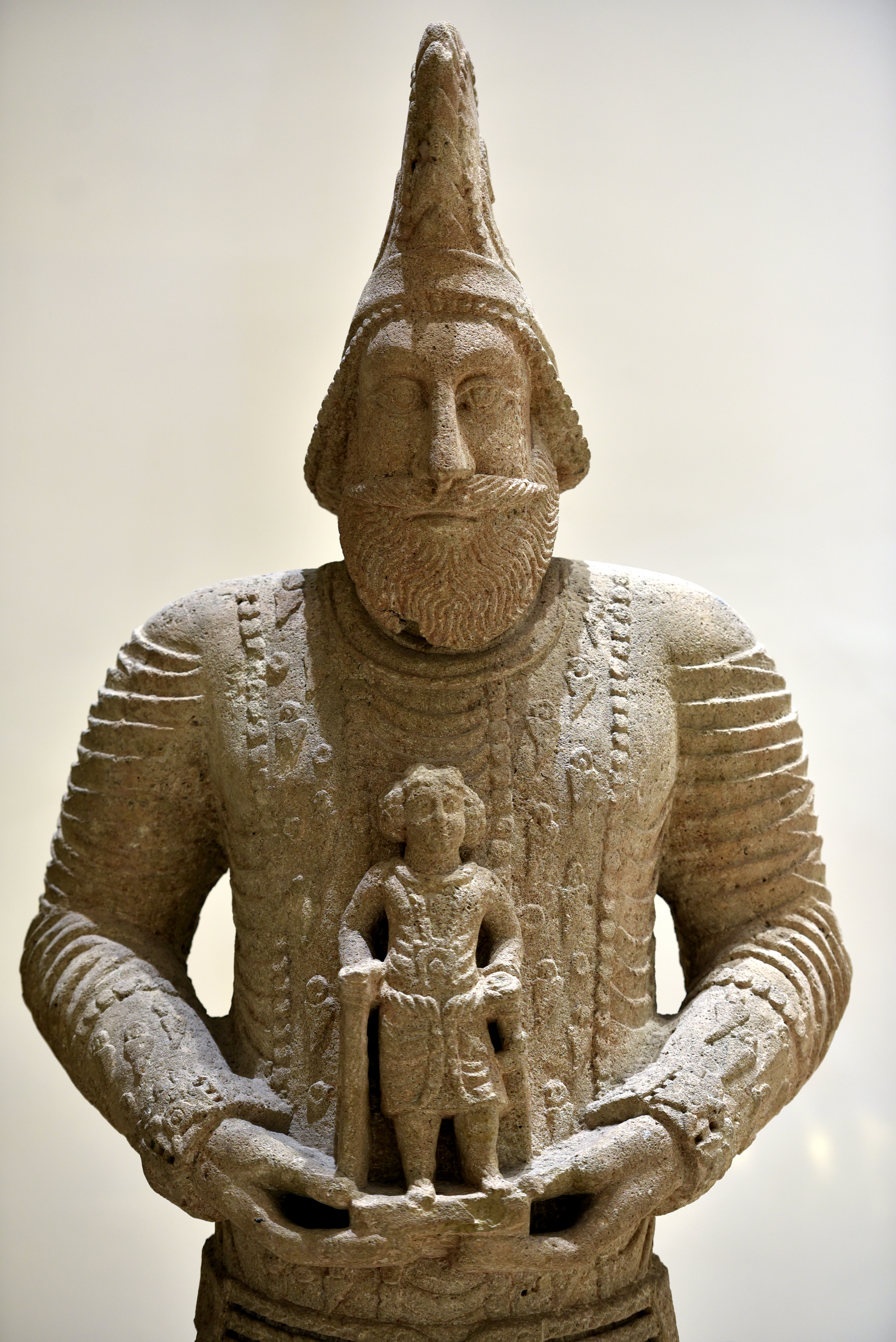
Statue de commandant militaire tenant une statue divine dans ses mains. Musée national d'Irak.
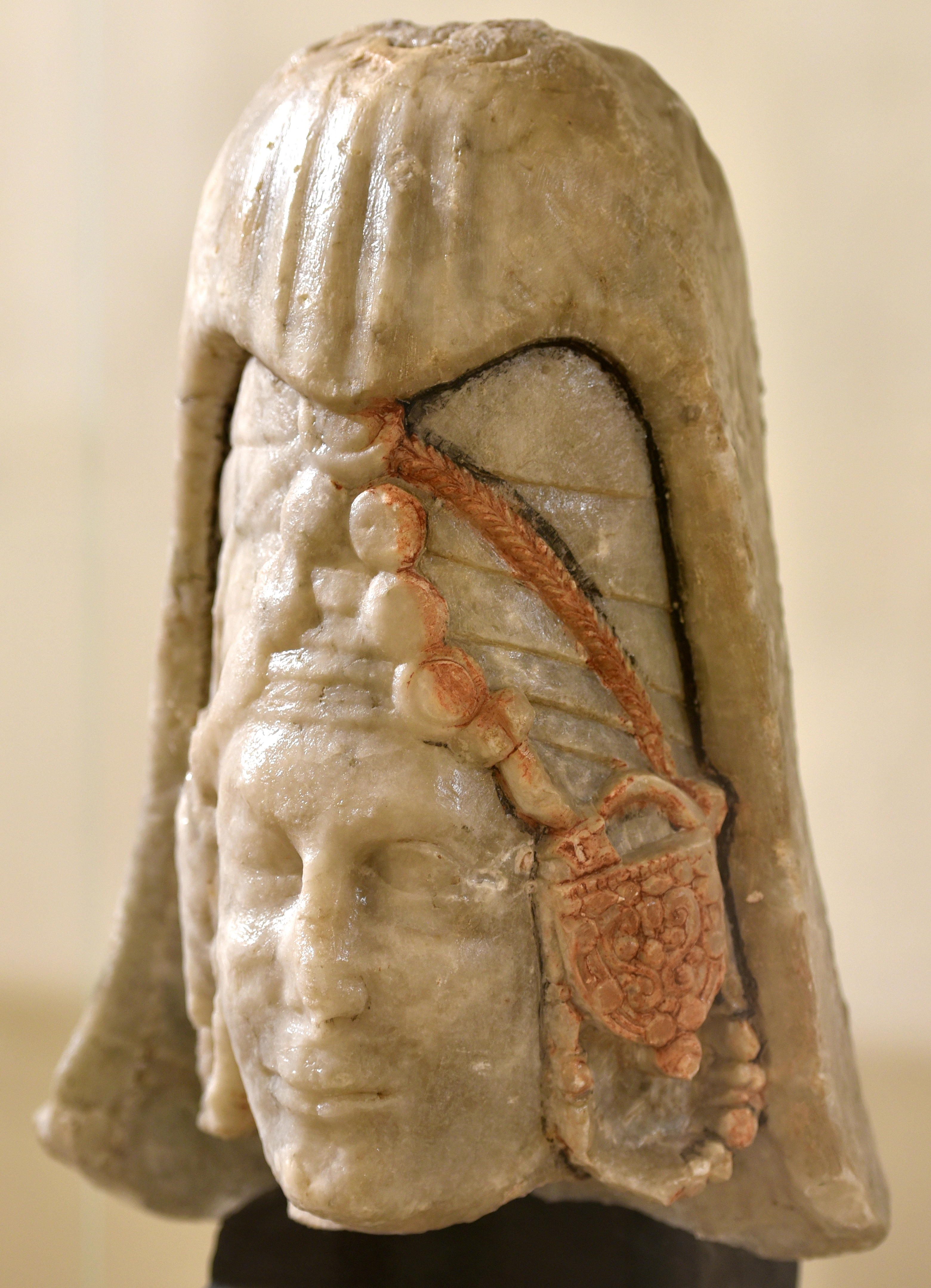
Tête de femme. Musée national d'Irak.
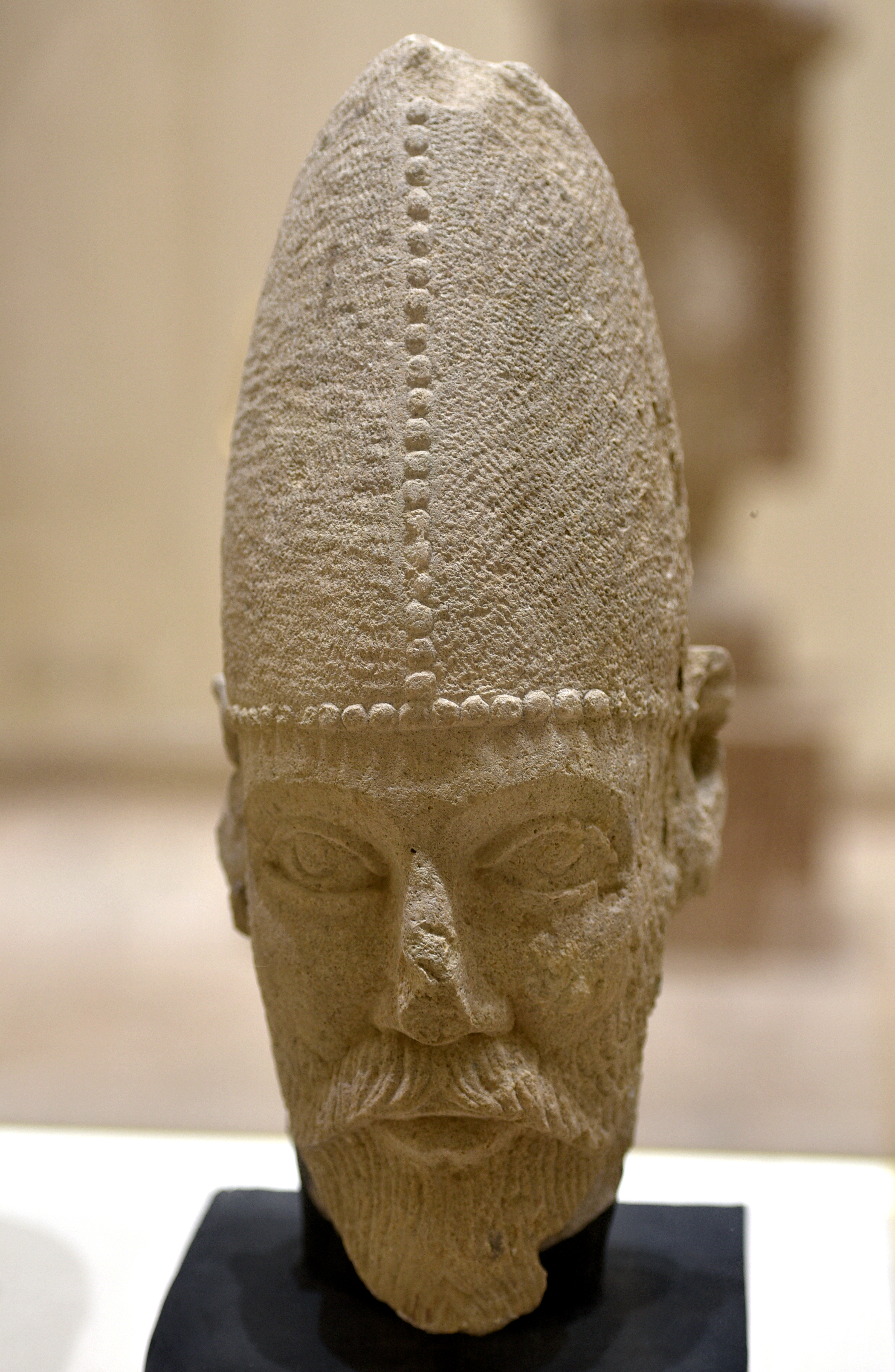
Tête de prêtre. Musée national d'Irak.
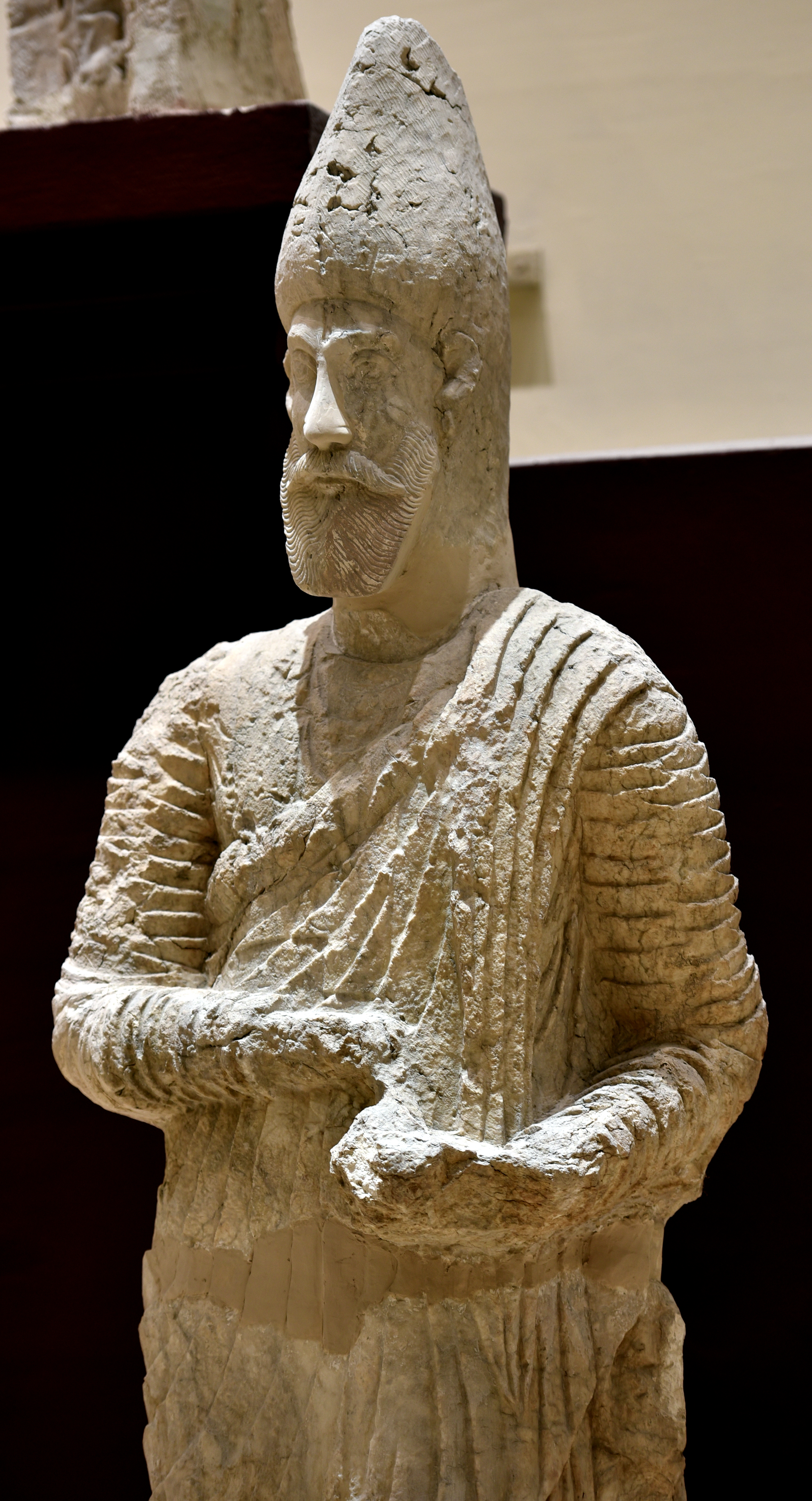
Statue du prêtre Bada. Musée national d'Irak.
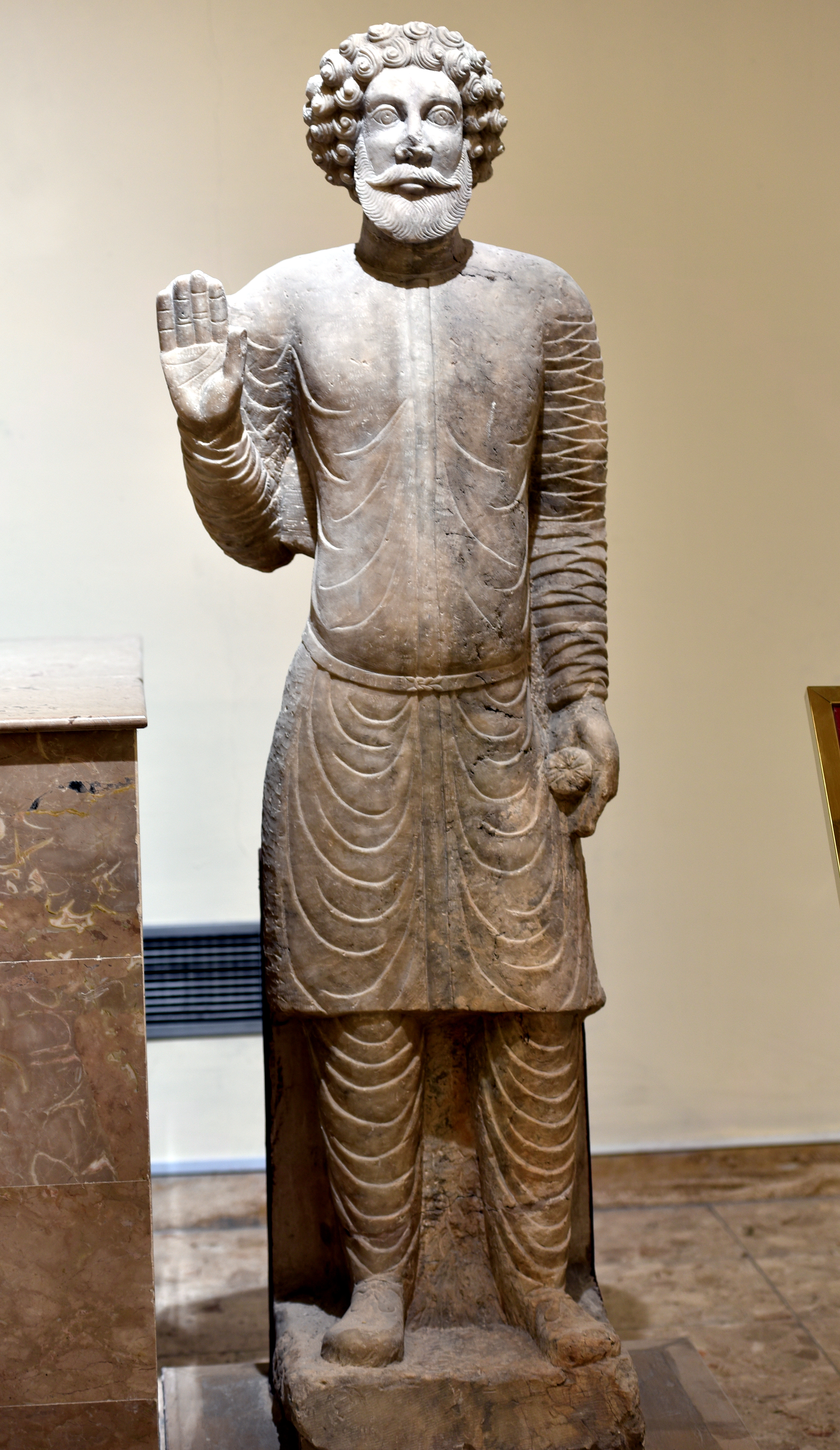
Statue de marchand. Musée national d'Irak.

## Le site de Hatra à l'époque contemporaine

### Redécouverte, fouilles et restaurations
Le site de Hatra, tombé dans l'oubli, est redécouvert tardivement en raison de son isolement. Les premiers archéologues à s'y intéresser sont les équipes allemandes dirigées par Walter Andrae qui fouillent le site de Qalaat Sherqat, l'antique Assur en 1907 et repèrent ses monuments majeurs. Le site ne fait cependant l'objet de fouilles systématiques qu'à partir de 1951, par des équipes irakiennes. Elles sont rapidement suivies par un important projet de reconstruction des principaux monuments du site, à savoir les temples de l'enceinte sacrée et l'enceinte elle-même. La première synthèse sur le site est publiée en 1974 par Fuad Safar et Muhammad Ali Mustafa,. À cette époque, le site de Hatra faisait l'objet d'attentions particulières de la part du régime baasiste d'Ahmad Hassan al-Bakr, notamment en raison de son attribution à une dynastie arabe, ce qui satisfaisait le pan-arabisme promu par ce régime ; la fête du printemps de Mossoul de 1969, instrumentalisée par le régime, culmina ainsi avec un rassemblement de 7 000 personnes autour du Grand Temple de Hatra. Dans ces mêmes années le district (qada) incluant le site antique fut renommé d'après lui (al-Hadar).
Les équipes irakiennes poursuivent leur activité sur le site jusqu'à la première guerre du Golfe, avec l'appui d'équipes italiennes lors de campagnes de 1986 à 1989 puis entre 1993 et 1997 sous la direction de Roberta Venco Ricciardi, et d'équipes polonaises dirigées par Michel Gawlikowski en 1990 qui se sont consacrées à l'étude du système défensif de la ville,. Le site fut classé au patrimoine mondial de l'UNESCO en 1985. Les travaux sur les résultats des fouilles, notamment les découvertes épigraphiques, se sont poursuivis depuis, et plusieurs synthèses sont venues enrichir la connaissance du site.
L'agglomération moderne est au sud du site, dans la province de Ninive, district d'Al-Hadhra.
C'est à Hatra qu'ont été tournées les premières scènes du film L'Exorciste (1973).

### Destruction
La plupart des œuvres d'art retrouvées avant la guerre à Hatra se trouvent au musée de Mossoul ou à celui de Bagdad où elles ont été déplacées lors de la seconde guerre du Golfe en 2003 ; une partie a alors été dérobée et est toujours recherchée. Le 7 mars 2015, le site de Hatra a été détruit par l'État islamique avec des explosifs et au bulldozer. Après le site archéologique de Nimrud et le musée de Mossoul, la vieille cité de Hatra avait été explicitement présentée comme la prochaine cible de Daech,,. L'ampleur matérielle des dégâts, difficilement estimable, est considérable.
Cette destruction de lieux prestigieux, mise en scène pour les médias, a été dénoncée par l'UNESCO comme un « crime de guerre », relevant d'une entreprise pernicieuse de « nettoyage culturel » ; elle s'accompagne d'un commerce illicite mondial de certaines œuvres d'art provenant des sites détruits,. Le site est ajouté par l'UNESCO à la Liste du patrimoine mondial en péril en juillet 2015.
Les ruines d'Hatra sont reprises à l'État islamique par les Hachd al-Chaabi le 26 avril 2017.

### Introductions
- Henri Stierlin, Cités du désert : Pétra, Palmyre, Hatra, Fribourg, Office du Livre S. A., coll. « L'Art antique au Proche-Orient », 1987, 224 p. (ISBN 978-2-0200-9241-8), « Hatra, cité libre entre Tigre et Euphrate », p. 183-208.
- (en) L. Michael White, « Hatra », dans Eric M. Meyers (dir.), Oxford Encyclopaedia of Archaeology in the Ancient Near East, vol. 2, Oxford et New York, Oxford University Press, 1997, 2608 p. (ISBN 978-0-1950-6512-1), p. 484-485.
- Francis Joannès, « Hatra », dans F. Joannès (dir.), Dictionnaire de la civilisation mésopotamienne, Paris, 2001, 974 p. (ISBN 978-2-7028-6657-3), p. 369-372.
- (en) Rüdiger Schmitt, « Hatra », dans Encyclopædia Iranica, 2003 (lire en ligne) (consulté le 19 novembre 2015).

### Synthèses
- « Dossier Hatra », TOPOI, vol. 10, no 1,‎ 2000, p. 87-265 (lire en ligne).
- Hatra, site irakien en danger : Patrimoine mondial de l'Unesco, Dijon, coll. « Les dossiers d'archéologie » (no 334), juillet-août 2009, 95 p. (ISSN 1141-7137).
- (de) Michael Sommer, Hatra : Geschichte und Kultur einer Karawanenstadt im römisch-parthischen Mesopotamien, Mayence, Zabern, 2003, 83 p. (ISBN 978-3-8053-3252-1).
- (en) Lucinda Dirven (dir.), Hatra : Politics, Culture and Religion between Parthia and Rome, Stuttgart, F. Steiner, 2013, 363 p. (ISBN 978-3-5151-0412-8).

### Études spécialisées
- Roberto Bertolino, Manuel d'épigraphie araméenne : le hatréen, Paris, Geuthner, 2008, 97 p. (ISBN 978-2-7053-3806-0).
- (en) Krzysztof Jakubiak, Sacral Landscape in Hatra, Varsovie, Instytut Archeologii UW, 2014, 173 p. (ISBN 978-8-3613-7689-7).
- (de) Sylvia Winkelmann, Katalog der parthischen Waffen und Waffenträger aus Hatra, vol. 4, Halle-sur-Saale, Orientwissenschaftliches Zentrum der Martin-Luther-Universität Halle-Wittenberg, 2004, 352 p..
- E. Martínez Borolio, « Aperçu de la religion des Araméens », dans G. del Olmo Lete (dir.), Mythologie et religion des sémites occidentaux, vol. 2 : Émar, Ougarit, Israël, Phénicie, Aram, Arabie, Louvain, 2008, 1291 p. (ISBN 978-9-0429-1897-9), p. 429-437.